# Iura regalia

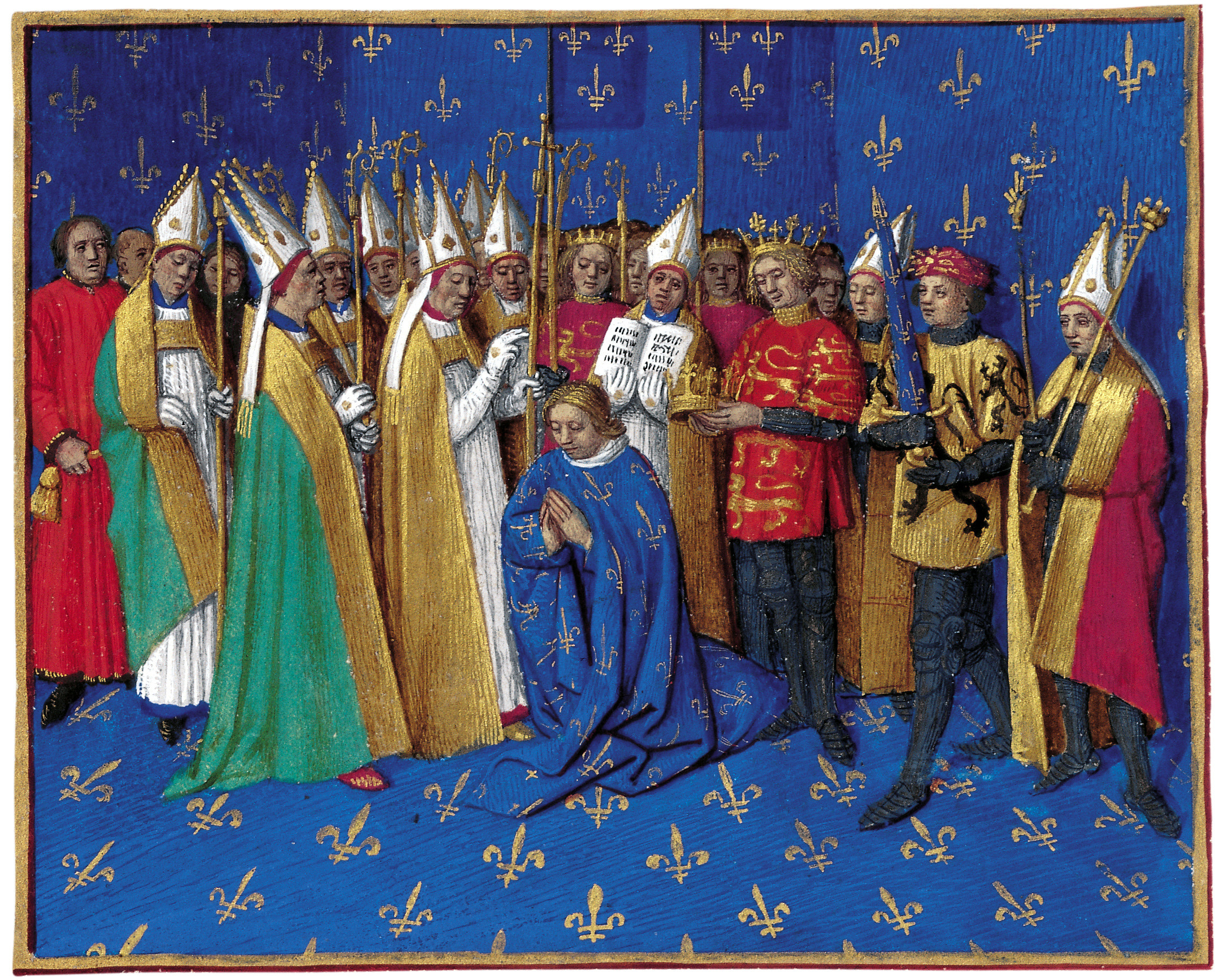
Coronación de Felipe Augusto, en un entorno decorado con las flores de lis, y en presencia de los iura regalia de la monarquía francesa: corona, mano de la justicia, espada-cetro y vestimentas sagradas.

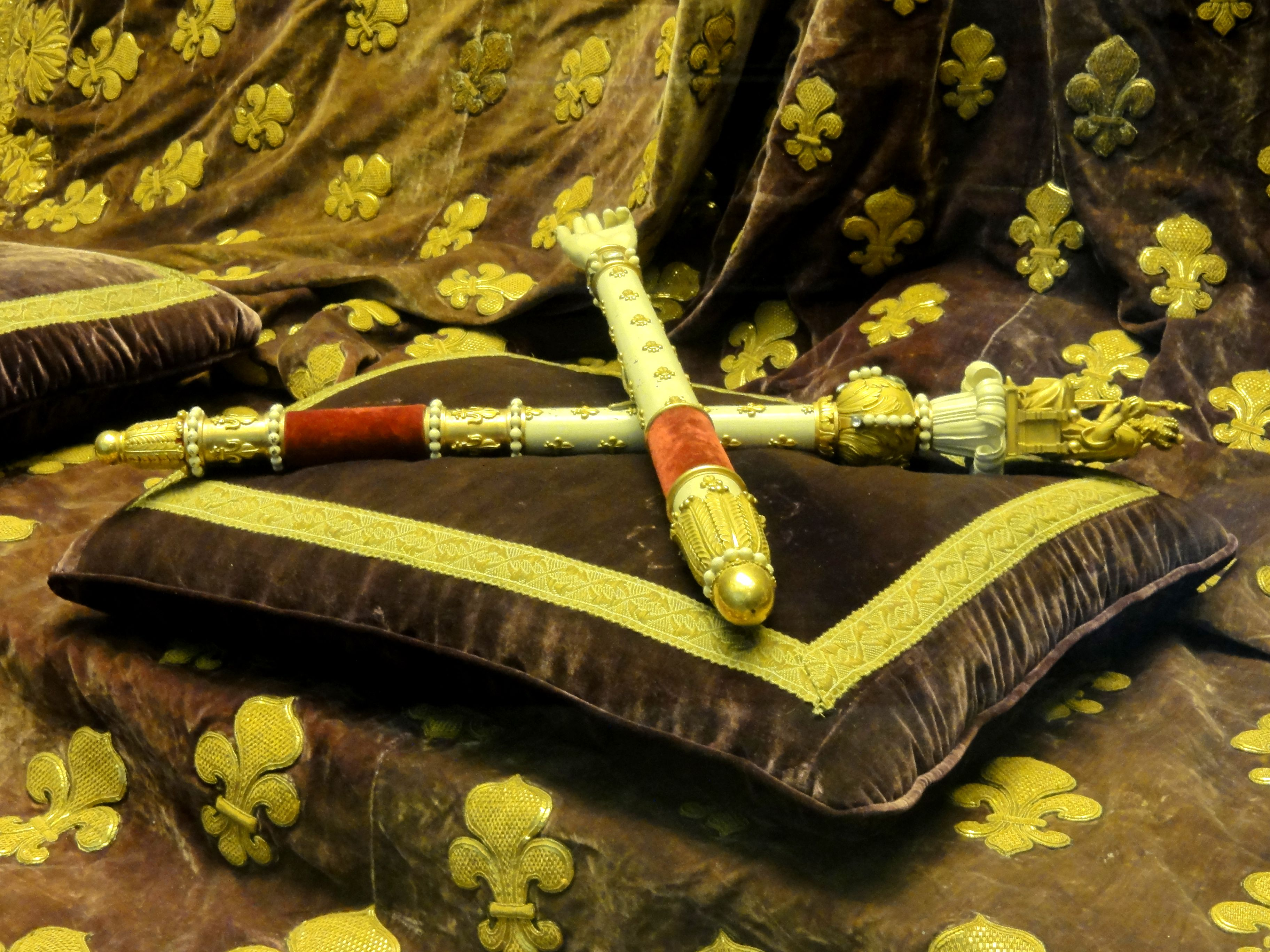
Insignias de la realeza francesa encargadas por Luis XVIII, conservadas en la basílica de Saint Denis.

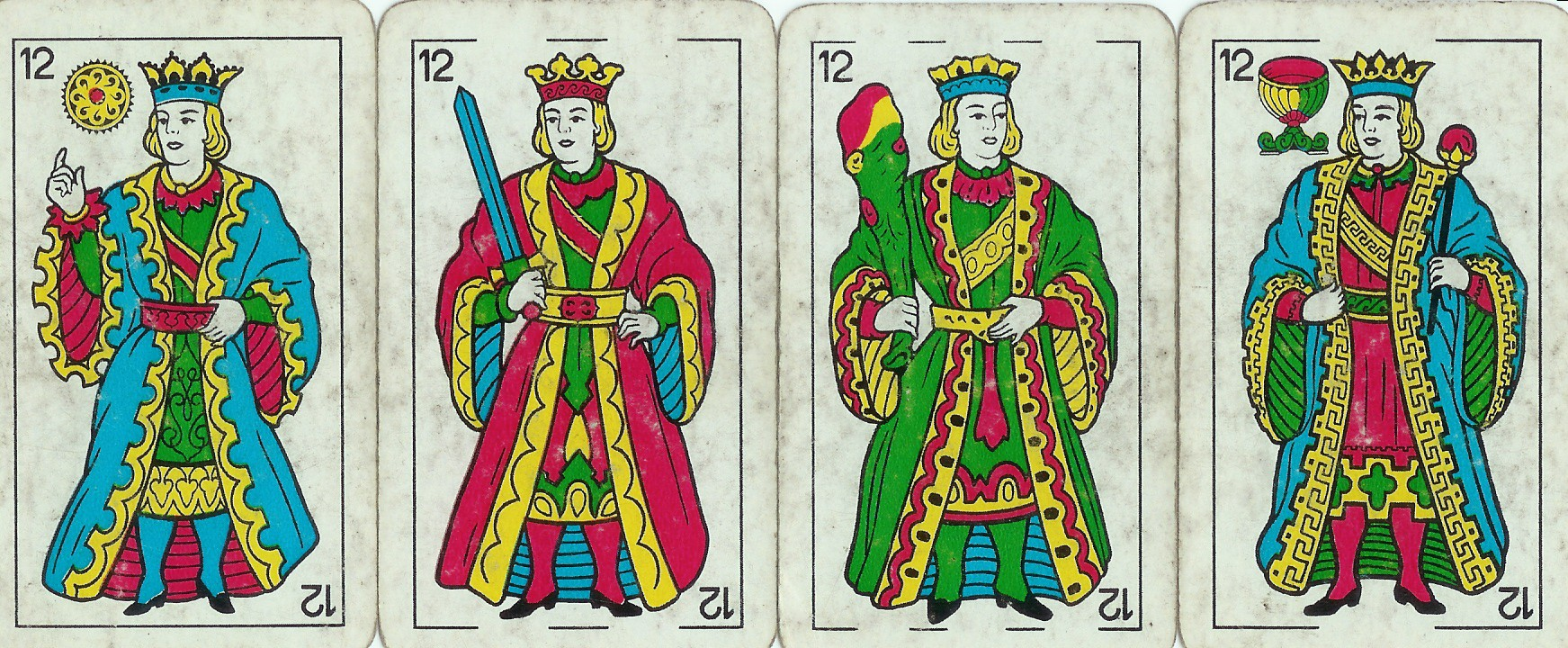
Los reyes de la baraja española exhiben atributos regios claramente vinculados a los iura regalia.

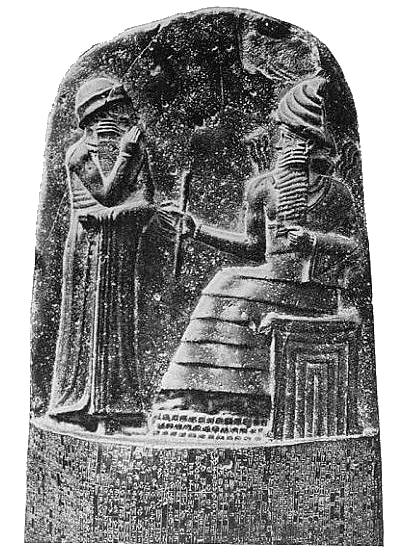
En la estela que contiene el Código de Hammurabi se representan los símbolos del poder que confiere al rey babilonio el dios solar Shamash (entronizado, tocado con tiara de cuernos, ofreciendo una vara de medir —o regla— y un anillo —o aro—, símbolos de la justicia y la rectitud -o la sabiduría-).

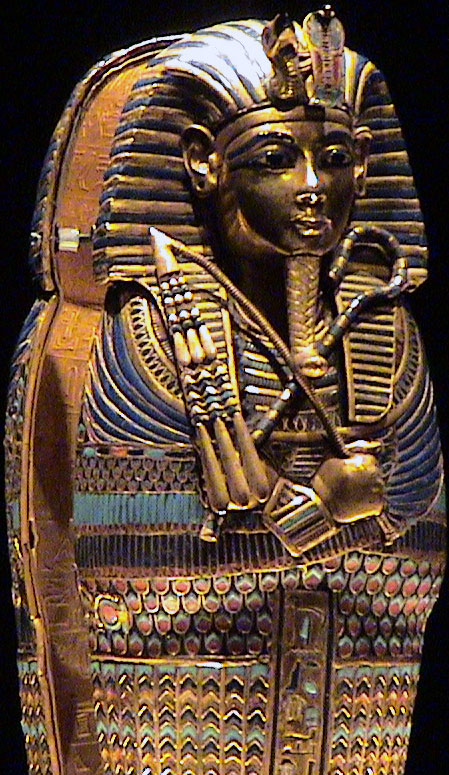
Tutankamón aparece representado en su sarcófago con el tocado propio de los faraones (desde Narmer una corona doble —hedyet y desheret— representa el dominio del faraón sobre el Alto y el Bajo Egipto) y empuñando un cayado y un mayal (heka y nekhakha, atributos de Osiris, representan la condición de pastor y la fertilidad de la tierra) cruzadas sobre su pecho.

Iura regalia son los símbolos del poder de las monarquías, como la espada, el cetro y la corona; así como las propias facultades exclusivas de ejercicio de ese poder. Son privilegios, prerrogativas o derechos inherentes al poder soberano, del que se consideran atributos y al que confieren un marcado carácter sacral. Incluso en los regímenes políticos republicanos se mantienen símbolos equivalentes, como la banda presidencial que se impone al nuevo presidente en la ceremonia de nombramiento o los grandes sellos.
Las palabras latinas que componen el concepto son iura (de ius, "derecho") y regalia (la sustantivación del adjetivo regalis/regal, de rex/regis 'rey'). Regalia es plural (en inglés un plurale tantum, habitualmente invariable, pues en pocas ocasiones se usa en singular: regale —ius regale—).
El regalismo es la defensa de las prerrogativas regias frente al poder eclesiástico.

## Iura regaliao regalías como derechos del soberano o regias prerrogativas
El concepto puede referirse a la totalidad de los derechos, prerrogativas y privilegios (droit de régale, "landesherrliche Hoheitsrechte, iura majestatis seu regiminis, iura regalia sive regalia, Gewalten, pouvoirs, regalías" en distintas formulaciones o idiomas —francés, alemán, latín, español—) que disfruta en exclusiva el soberano, se denomine como rey, emperador, o con cualquier otro título de soberanía; y que se identificaron con los elementos definidores del poder soberano del Estado. Un ejemplo evidente es la acuñación de moneda, particularmente cuando se hace con la propia efigie (incluso los primeros monarcas visigodos lo siguieron haciendo en nombre del emperador, cuya autoridad ya no era más que virtual). En la Edad Media tales derechos eran ejercidos por algunos señores feudales, cuya condición de vasallo del emperador o de un rey podía ser considerada de manera muy laxa (en muchos casos, conduciendo a la independencia de hecho o incluso de derecho). La expresión "regia prerrogativa" se aplica en la Edad Contemporánea a los derechos políticos que el rey mantiene en un régimen parlamentario o monarquía constitucional (como pueden ser determinados nombramientos, la convocatoria o disolución del parlamento o el ejercicio de la gracia).
Las regalia se convirtieron en atributos del poder civil, afirmado frente al eclesiástico, pero no únicamente:

... en sentido inverso, la terminología imperial se aplicaba entonces a las posesiones fiscales del papa, las cuales se presentaban, probablemente desde el siglo XI, como las regalia beati Petri -las regalías del santo Pedro-, que los emperadores y los feudatarios papales habían jurado defender; se trataba de un término técnico que se usaba ocasionalmente también para fortalecer la doctrina del rex et sacerdo: el obispo resultaba ser rex porque disfrutaba de regalia. La imperialización del papado y la santificación del Estado secular y sus instituciones fueron fenómenos paralelos. Hay un alto grado de probabilidad de que la noción fuera introducida, a través de la reforma del papado, en la época de feudalización de los normandos. I. Ott... distingue acertadamente entre los regalia en el sentido de los temporalia de los obispos (versión predominantemente alemana), y los regalia en el sentido de los derechos de prerrogativa real o fiscalia (versión predominantemente legalista, en el sentido de fiscus)... los regalia S. Petri... pertenecían claramente a la segunda categoría... los obispos no tenían solamente los sacerdotalia de los diezmos y oblatas, sino también los regalia por parte de los reyes; pueden alegar ser, por tanto, quodammodo et reges et sacerdote Domini, y tener derecho a exigir de la gente no sólo obediencia, sino también juramento de fidelidad.

Las prerrogativas regias fueron definiéndose por los juristas bajomedievales, extrayendo ejemplos del Derecho romano, lo que en la práctica reforzó el poder de las monarquías feudales en tránsito a convertirse en monarquías autoritarias. "Los juristas miraron la regalía como un derecho imprescriptible e inalienable de la corona: del ius regaliae dimanaba un ius regale, del que ni siquiera el mismo soberano tenía facultad para eximirse". Lo que al ius regale pertinere eran las funciones «públicas», servicios y tributos pertenecientes al monarca. Incluso dentro de un mismo Estado como la Monarquía Hispánica, variaron su contenido para cada reino y época, aunque algunas coinciden siempre. Para la Corona de Castilla eran, entre otros, la administración de la justicia, la potestad de hacer guerra y paz, la acuñación de moneda, la regulación del comercio (fijación de pesos y medidas, portazgos y aranceles, etc.) Con trascendencia para la Real Hacienda las más importantes regalías eran la de estancar los frutos (el estanco o monopolio estatal de productos como la sal, el tabaco, el aguardiente, los naipes y el papel sellado -obligatorio para todo tipo de actos administrativos-) y la de regular el comercio tanto interno como externo (los aranceles aduaneros y todos los arbitrios utilizados en la política proteccionista que se conoce como mercantilismo); siempre con la justificación teórica de que tales regalías han de usarse según lo dicte el bien común o el del Estado. También incluían, al menos como pretensión "regalista" (impuesta con más o menos fuerza, con la correspondiente resistencia de las autoridades eclesiásticas), ciertos derechos del Estado sobre las rentas y el patrimonio eclesiástico del clero secular y regular (como el cobro de las tercias reales, el patronato regio o la capacidad de desamortizar los bienes de manos muertas). Hubo más tipos de regalías, como la regalía de aposento, que con la Corte itinerante obligaba a los vasallos a alojar al rey y sus acompañantes, y a partir de la fijación de la Corte con Felipe II (1561), se convirtió en una obligación sólo de los vecinos de Madrid. En la formulación que alcanzó Alfonso X el Sabio en la Castilla del siglo XIII, los iura regalia consistían en un conjunto de competencias atribuidas al rey, que le daban amplios poderes legislativos, judiciales (gracia y justicia) y ejecutivos (declarar la guerra y hacer la paz), con un extenso conjunto de competencias económicas (dominio de minas, yermos y baldíos, montes y pastos, vías, aguas y costas, capacidad de conceder ferias y mercados, política monetaria y fiscal) y la capacidad de nombramiento y destitución de cargos públicos. En la Cataluña medieval, donde el poder condal estaba mucho más limitado, las regalías incluían el derecho a convocar Cortes, recibir el juramento de fidelidad y homenaje de los súbditos, crear todos los grados de nobleza, que quedaban sometidos al conde en causas civiles y criminales, convocar el usatge denominado Princeps namque, batir moneda, demandar donativos, aplicar determinados impuestos (sobre las posesiones reales -coronatge-, los matrimonios -maridatge-, animales -bovatge-, ingresos municipales y el cobro del quinto sobre el botín de guerra); se podían delegar regalías, como las prerrogativas judiciales, el conocimiento de las causas de apelación, la jurisdicción civil y criminal, el cobro de los impuestos y el aprovechamiento del dominio público o de los monopolios.
En la monarquía absoluta las prerrogativas regias no tenían límites en teoría ("en lo que afecta a la constitución jurídica, el Príncipe ostenta esa prerrogativa temible de «hacer novedad»"), aunque realmente estaban muy condicionadas por el particularismo local o estamental, particularmente por el eclesiástico, frente al que se construyó la defensa del regalismo (en Francia galicanismo, affaire de la régale 1673-1693, Politique tirée de l'Écriture sainte -Bossuet, 1679-; en España el Memorial... sobre los excessos que se cometen en Roma contra los naturales de estos reynos de España -Juan Chumacero y Domingo Pimentel, 1633-, Pedimento fiscal... y Disertaciones sobre las regalías del monarca -Melchor Rafael de Macanaz, primera mitad del siglo XVIII-; en Inglaterra, donde se había producido el cisma anglicano en el siglo XVI, la polémica intelectual se produjo en torno al derecho divino de los reyes frente al "reino" representado en el Parlamento: Basilikon Doron -1599, Jacobo I- y, ya en el contexto de las revoluciones inglesas del XVII, Leviathan -Thomas Hobbes, 1651-, The Kings Prerogative... -John Nalson, 1684-, Dos ensayos sobre el gobierno civil -John Locke, 1689-).

## Iura regalia como insignias de la soberanía

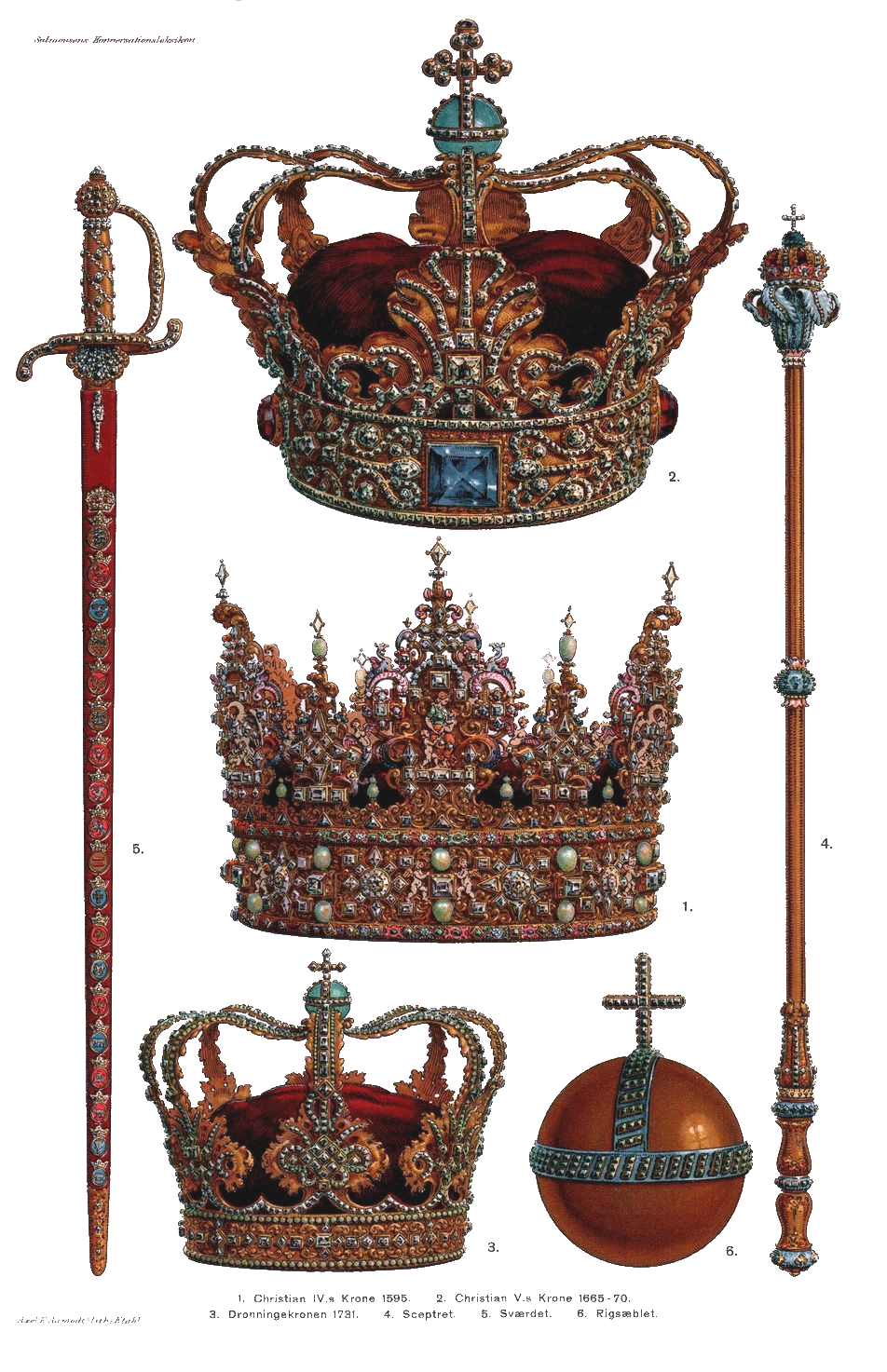
Iura regalia de la corona danesa, conservadas en el castillo de Rosenborg.

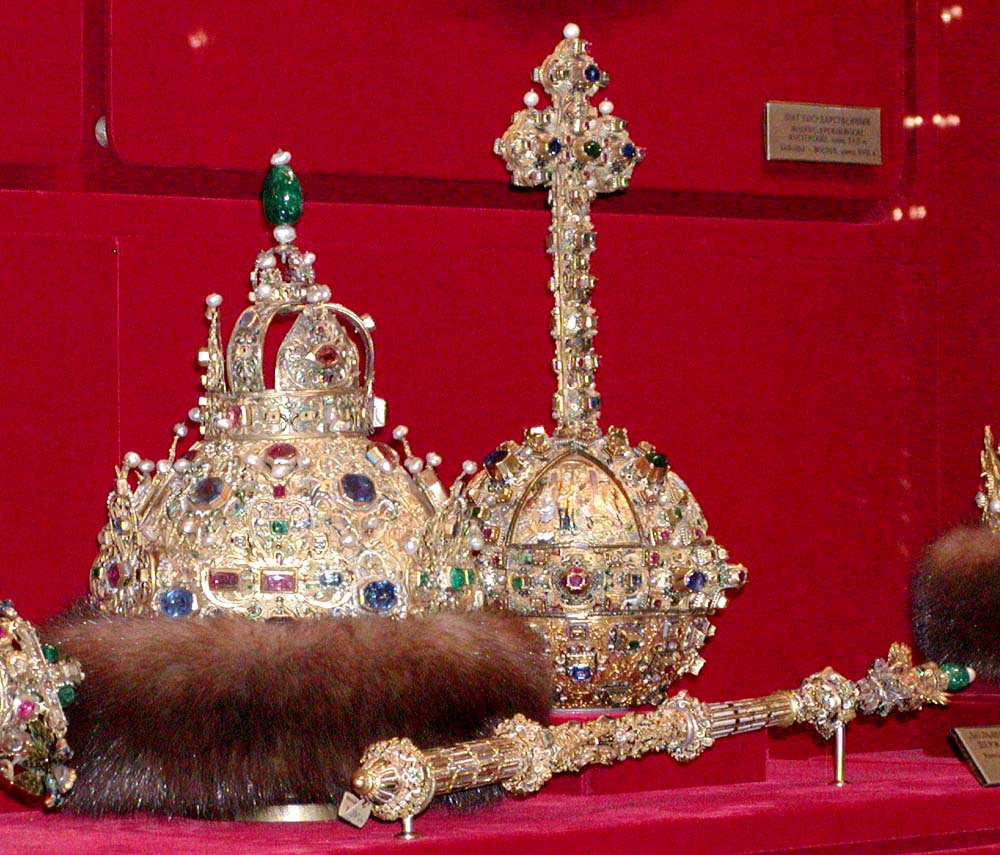
Iura regalia de los zares de Rusia, conservadas en el Kremlin de Moscú.

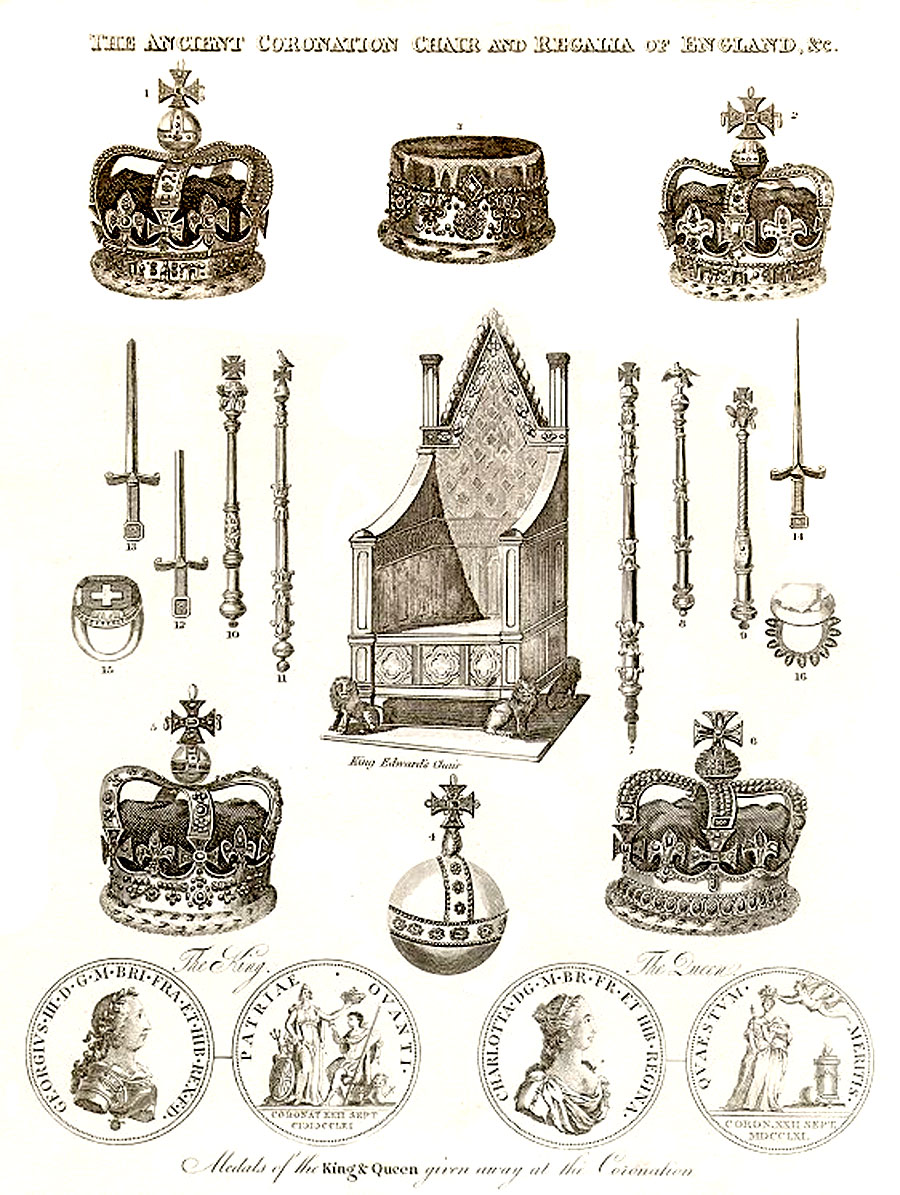
Iuria regalia de la Corona británica.

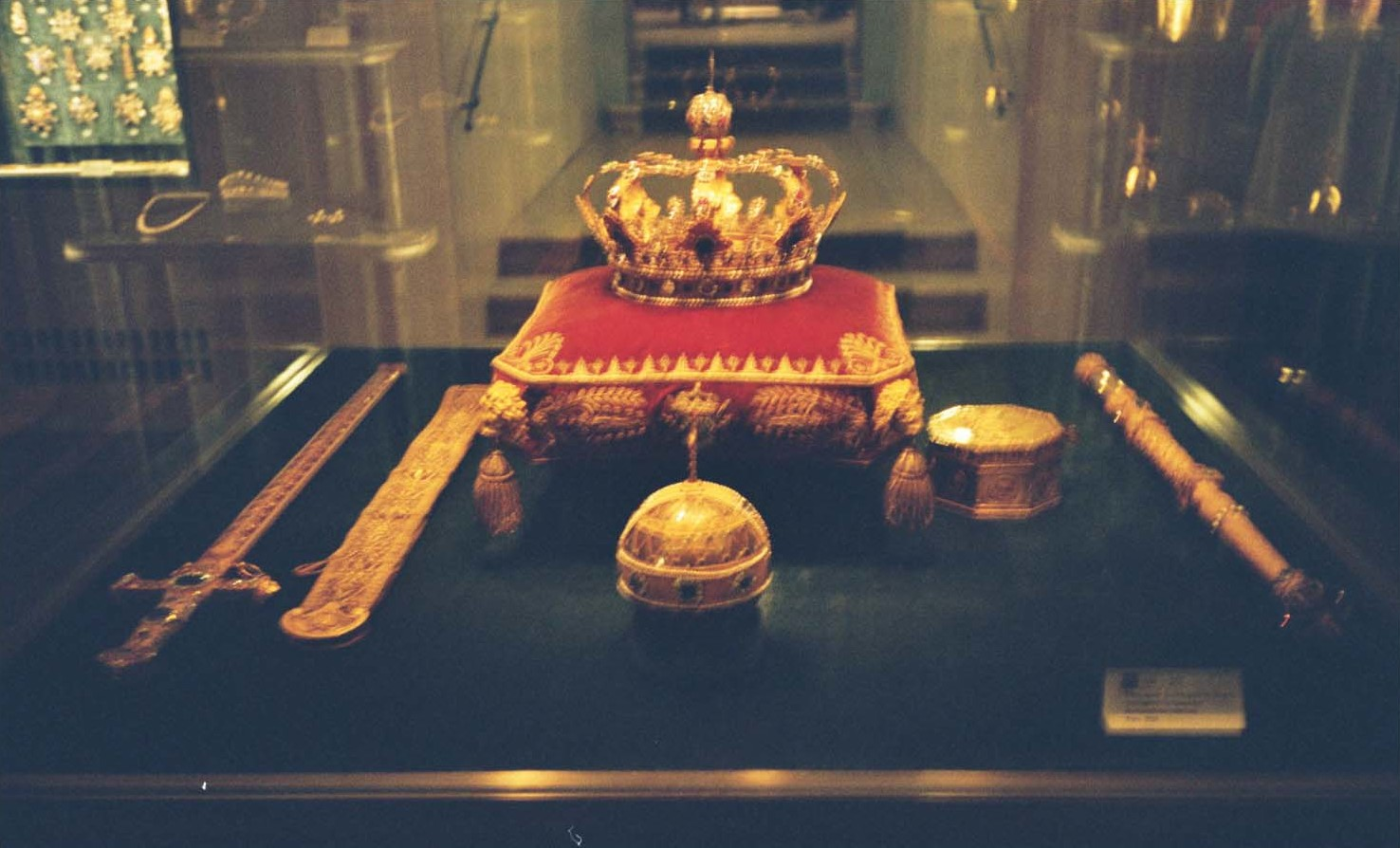
Iura regalia del reino de Baviera, conservadas en la Schatzkammer de Múnich.

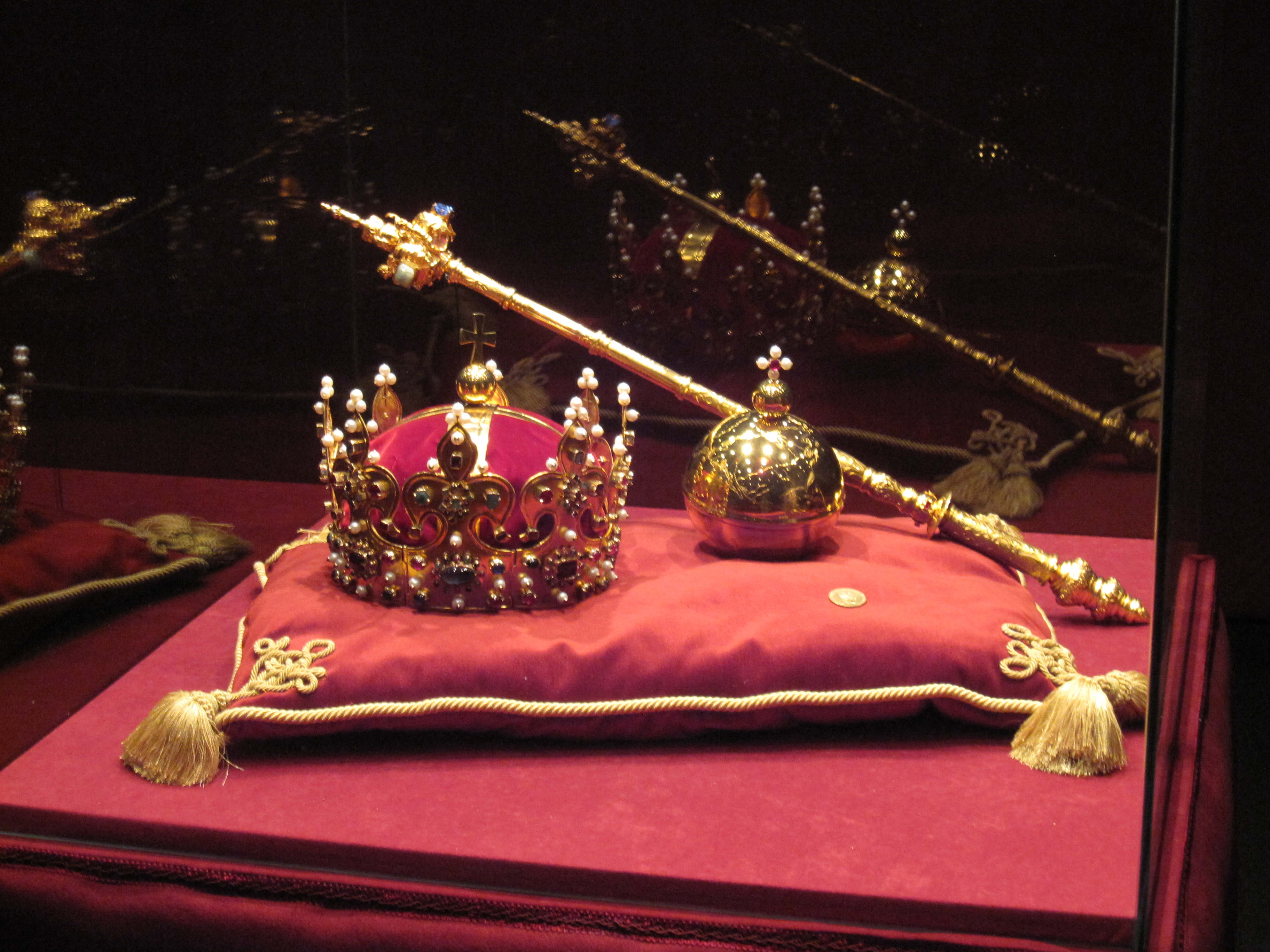
Réplicas de la corona de Boleslaw I el Bravo y otras joyas de la Corona polaca

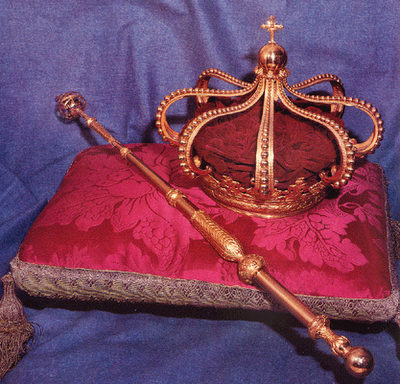
Iura regalia del reino de Portugal (cetro y corona).

Algunos emblemas, símbolos y demás parafernalia ostentada por los gobernantes son insignias o representación visual del estatus soberano, imperial o real. Algunos de ellos se comparten con las divinidades, o simbolizan un papel divino que eleva a los reyes mortales al nivel de los dioses, al compararse con Zeus (rey del Olimpo, que empuña el rayo -también Poseidón y Hades tienen atributos característicos que empuñan-) o Brahma (que lleva un cetro). También en el cristianismo se marca la identificación de Cristo como rey.
Las joyas de la corona, que combinan su valor intrínseco (materiales preciosos) con el artístico, el histórico o tradicional (se acumulan desde el comienzo de las dinastías) y el simbólico, son uno de los items de las iura regalia que se exhiben en ocasiones especiales, como las ceremonias de coronación. Proporcionan un reconocimiento tangible de la legitimidad del gobernante, como también lo hace la posesión del tesoro y la residencia en palacio.

... en la Edad Media el soberano era reconocido por una serie de elementos que le distinguían y que han sido utilizados como símbolos de soberanía (corona, cetro, espada, pomo, manto, trono) por lo que el uso si no de todos sí, al menos, de alguno de ellos, era imprescindible por todo aquel que tuviera pretensiones de ser identificado con el monarca al tener la condición de atributos regios.

La importancia que se daba a estos elementos simbólicos quedó manifiesta en la forma en que se realizó una deposición simbólica: la de Enrique IV en la llamada "farsa de Ávila" (1465):

... fueron despojando a la marioneta real de sus regios atributos: el arzobispo de Toledo, don Alonso Carrillo, le arrancó la corona; don Juan Pacheco, el cetro; y el conde de Plasencia, la espada.

Ya en el contexto de las revoluciones burguesas, las autoridades revolucionarias que suprimieron la monarquía en Inglaterra y Francia procuraron la destrucción de las iura regalia al igual que la muerte física de los reyes (en ambos casos por el procedimiento de decapitación).
Durante la conquista española de América se procuró la destrucción o reconversión de los símbolos políticos prehispánicos, así como de los religiosos y de los lugares de poder (como los palacios de Moctezuma en México-Tenochtitlán). Con ocasión de la captura de Túpac Amaru I (1572) se capturó y destruyó el Punchao, una estatua-relicario de oro que contenía los corazones de los últimos incas y que se consideraba su más preciado emblema de poder.
Cada cultura, monarquía o dinastía tiene sus propias tradiciones históricas vinculadas a sus respectivas iura regalia:
- Las iura regalia del Sacro Imperio o joyas del Reich, son las joyas de la corona del Sacro Imperio Romano Germánico (insignia imperialia, regalía insignia, insignia imperalis capellae quae regalia dicuntur, Reichskleinodien, Reichsinsignien o Reichsschatz). Los más importantes eran la corona imperial, la espada imperial y la Santa Lanza. Con la supresión del Imperio, se convirtieron en las joyas de la Corona Austríaca. Se conservan en la Schatzkammer del Hofburg de Viena. Pertenecientes a la misma monarquía (la dúplice monarquía austro-húngara), la corona de San Esteban y otras iura regalia húngaras se conservan actualmente en el Parlamento de Budapest.
- Las iura regalia del reino de Francia,[35] conservados tradicionalmente en la abadía de Saint Denis (donde también estaba el panteón real), se ordenó su destrucción en 1793, durante la Revolución francesa.
- Las iura regalia del reino de Inglaterra, los Honores de Gales[36] y los Honores de Escocia. Durante la Revolución inglesa se destruyeron o dispersaron las regalia originales.[32] Desde la Restauración se fueron reconstruyendo y engrandeciendo estas y otras tradiciones ("tradiciones inventadas"[37] en expresión de Eric Hobsbawm) hasta la situación actual, en la que son consideradas las más importantes del mundo. Se custodian en la Torre de Londres.
- Las iura regalia del reino de Portugal, corona y cetro (me fez Deus mercê por sua intercessão, que tomasse posse da Coroa e Ceptro para governar estes meus reinos livres do pesado cativeiro de Castela -Juan IV de Portugal, 1640-); como en España, no había ceremonia de coronación, y la corona no se ceñía en la cabeza (Juan IV depositó la corona a los pies de una imagen de la Inmaculada Concepción, a la que llamó a verdadeira Rainha de Portugal).[38]
- Las iura regalia de los zares de Rusia (las más antiguas, el barmas del Viejo Ryazan, la corona de Monomak, la corona de Kazán y el trono de marfil; desde Boris Godunov, los zares fueron añadiendo otros tronos, cetros, orbes, etc.)[39]
- Los Tres Sagrados Tesoros del emperador de Japón.
- Las iura regalia de Tailandia[40]
- Las iura regalia de Malasia[41]
- Las iura regalia de Brunéi, conservadas en el Jalan Sultan de Bandar Seri Begawan
- Las iura regalia de Nigeria[42]
- Las iura regalia de los ahosu de Dahomey,[43] conservados en el Museo de Historia de Abomey o el Museo del Hombre de París (kataklè -taburete de tres patas-, afokpa -sandalias-, avotita -paño tejido adornado con el trabajo de aplique-, awè -parasol-, mankpo tan -un arma de fuego- y hwi -sable-).

También hay monarquías en las que la tradición no se ha materializado en objetos únicos, como la monarquía española, que no realiza ceremonia de coronación, y cuyas joyas no tienen propiamente la condición de iura regalia.

### Coronas y otros tocados

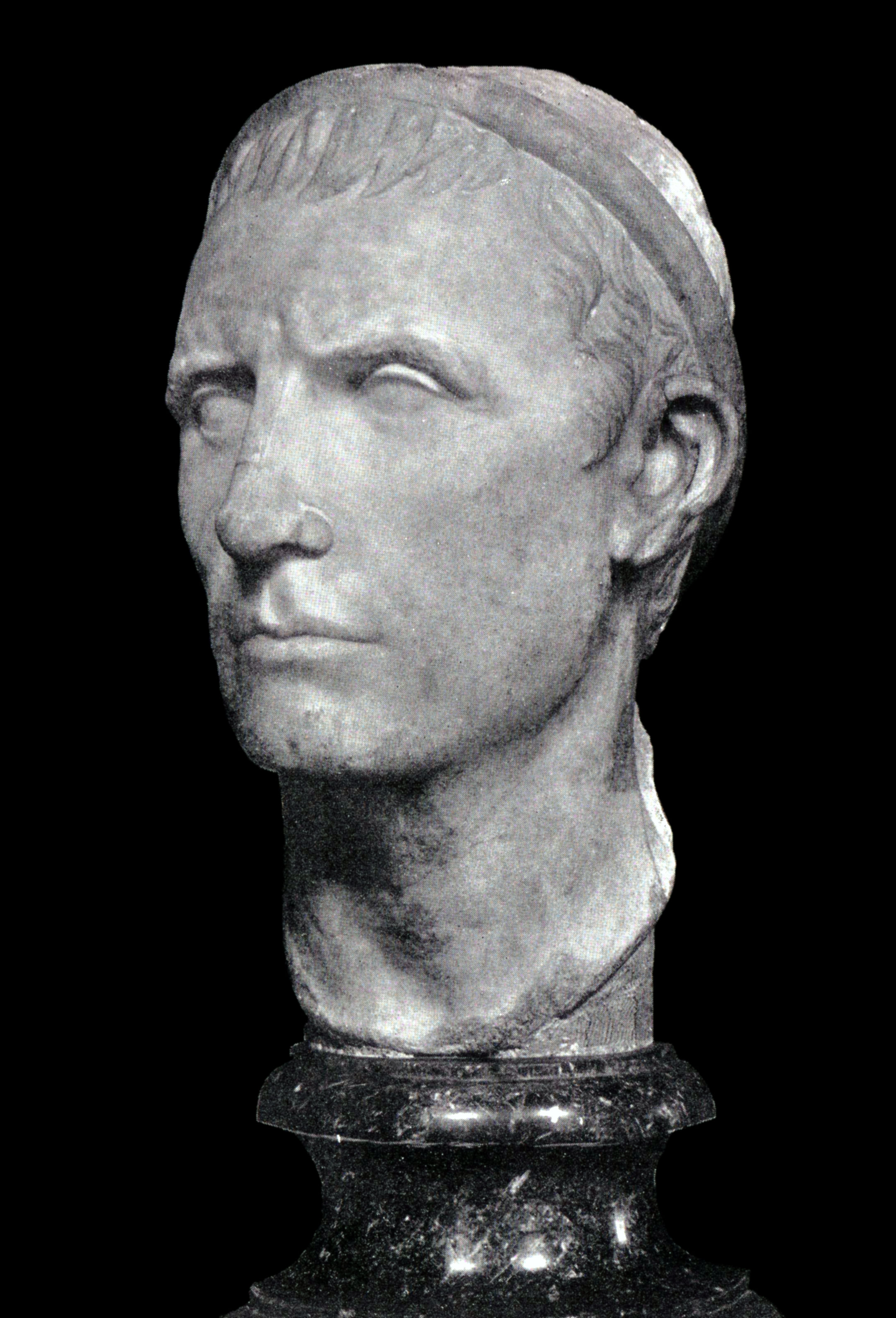
Antíoco III el Grande tocado con una diadema (223-187 a. C.)

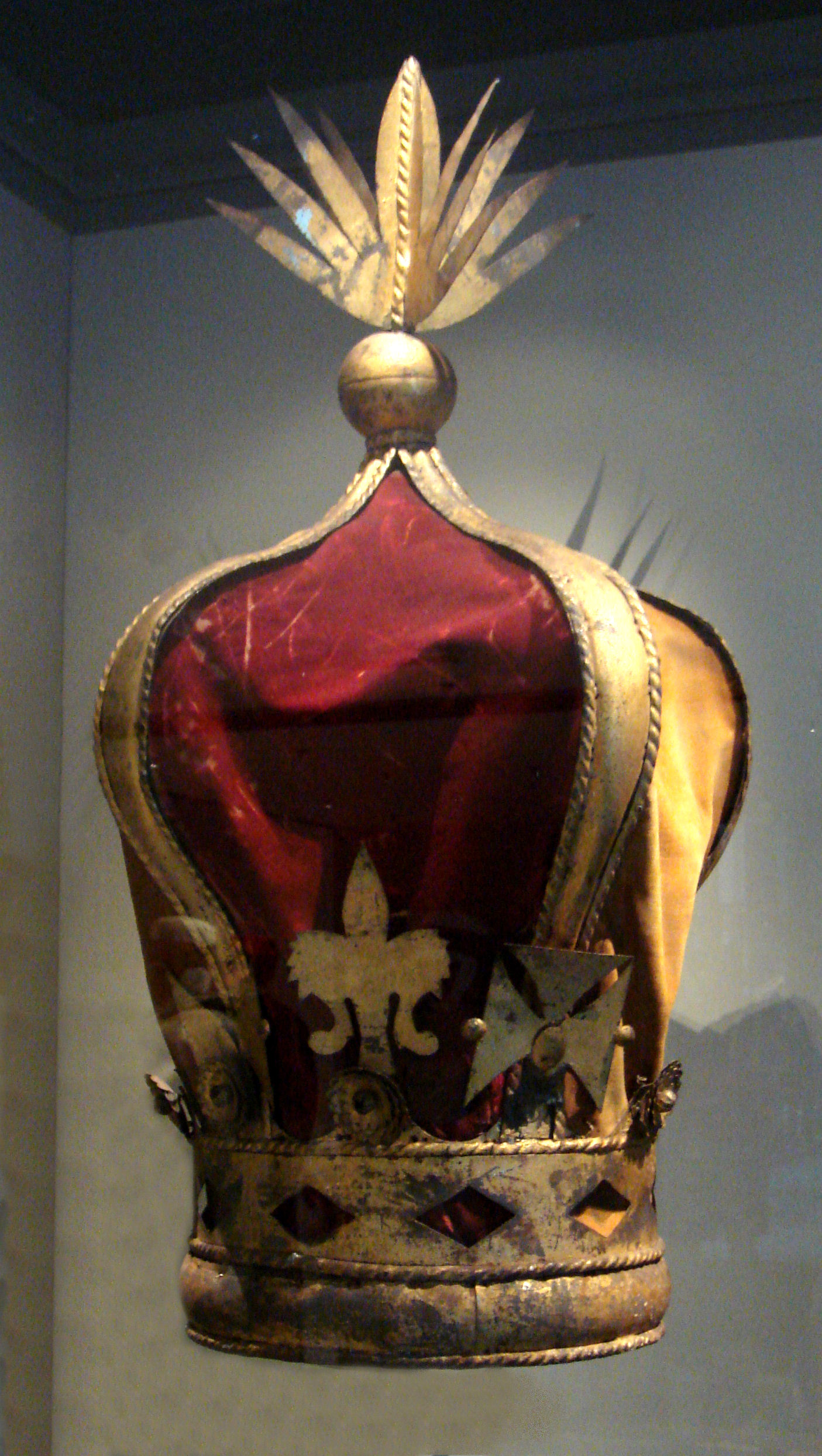
Corona de la reina Ranavalona III (1883-1897).

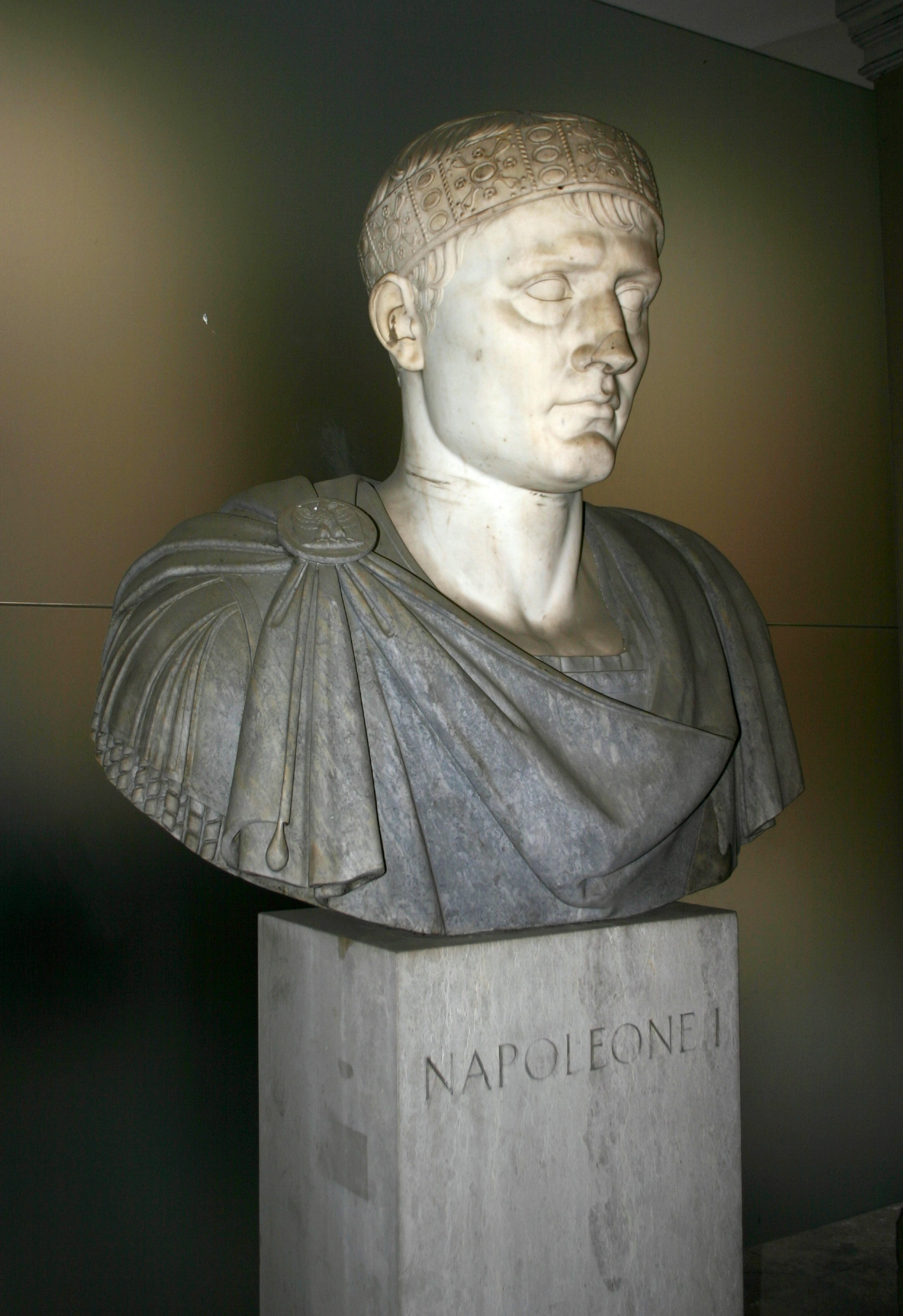
Napoleón tocado con la corona de hierro lombarda.

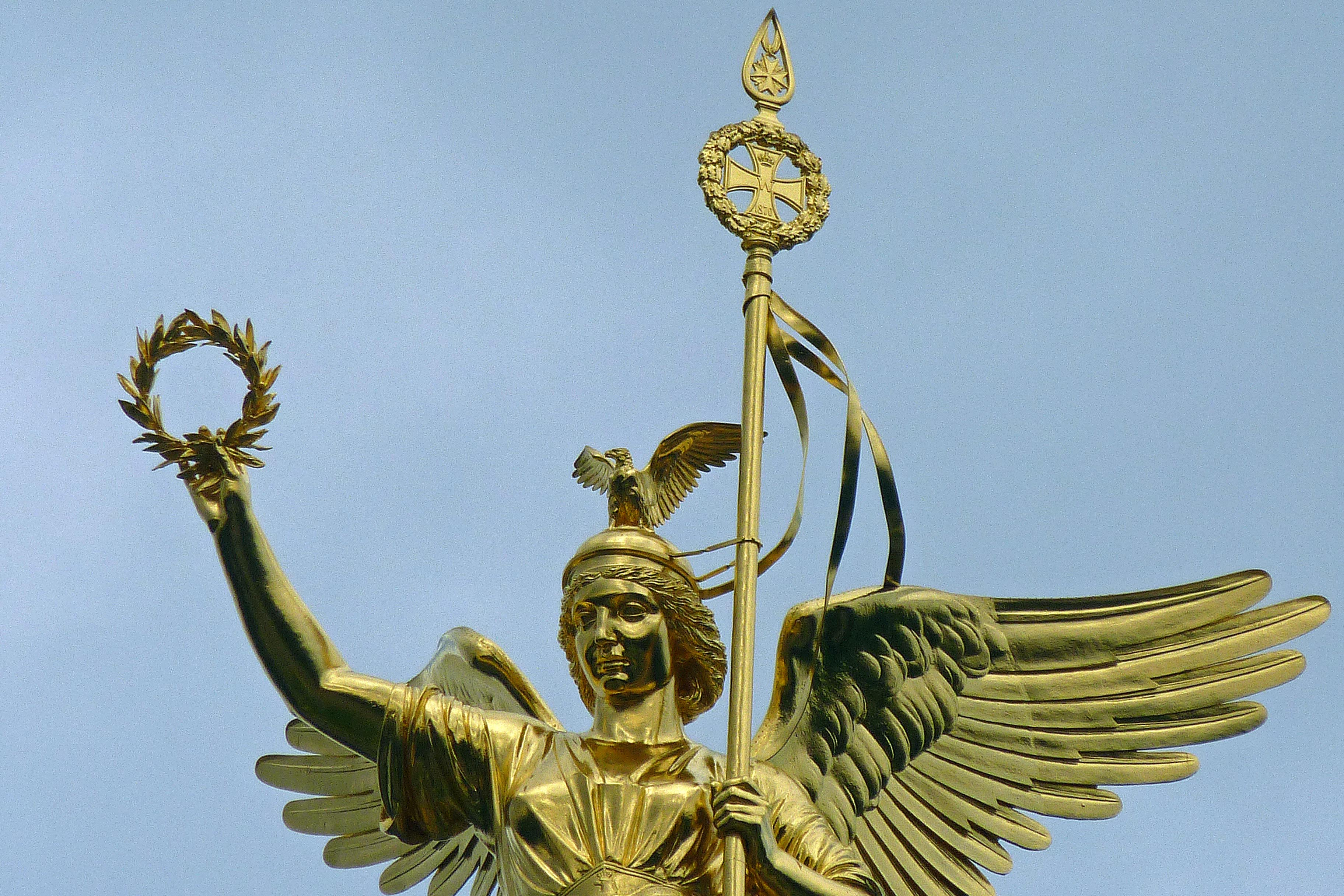
Rematando la Siegessäule, una columna monumental en Berlín, la Victoria alada sostiene la corona triunfal de laurel de tradición romana. Simbología semejante se utilizó en el arco de la Victoria de Madrid.

- Coronas y variantes (diademas, tiaras, corona real, corona imperial, corona triunfal, corona de laurel, corona mural, etc.)
- Faislum o bügelkrone[44]
- Corolla[45]
- Polos
- Cap of Maintenance
- Coronet[46]
- Phra Kiao[47]
- Yelmo real[48]
- Tocados de plumas

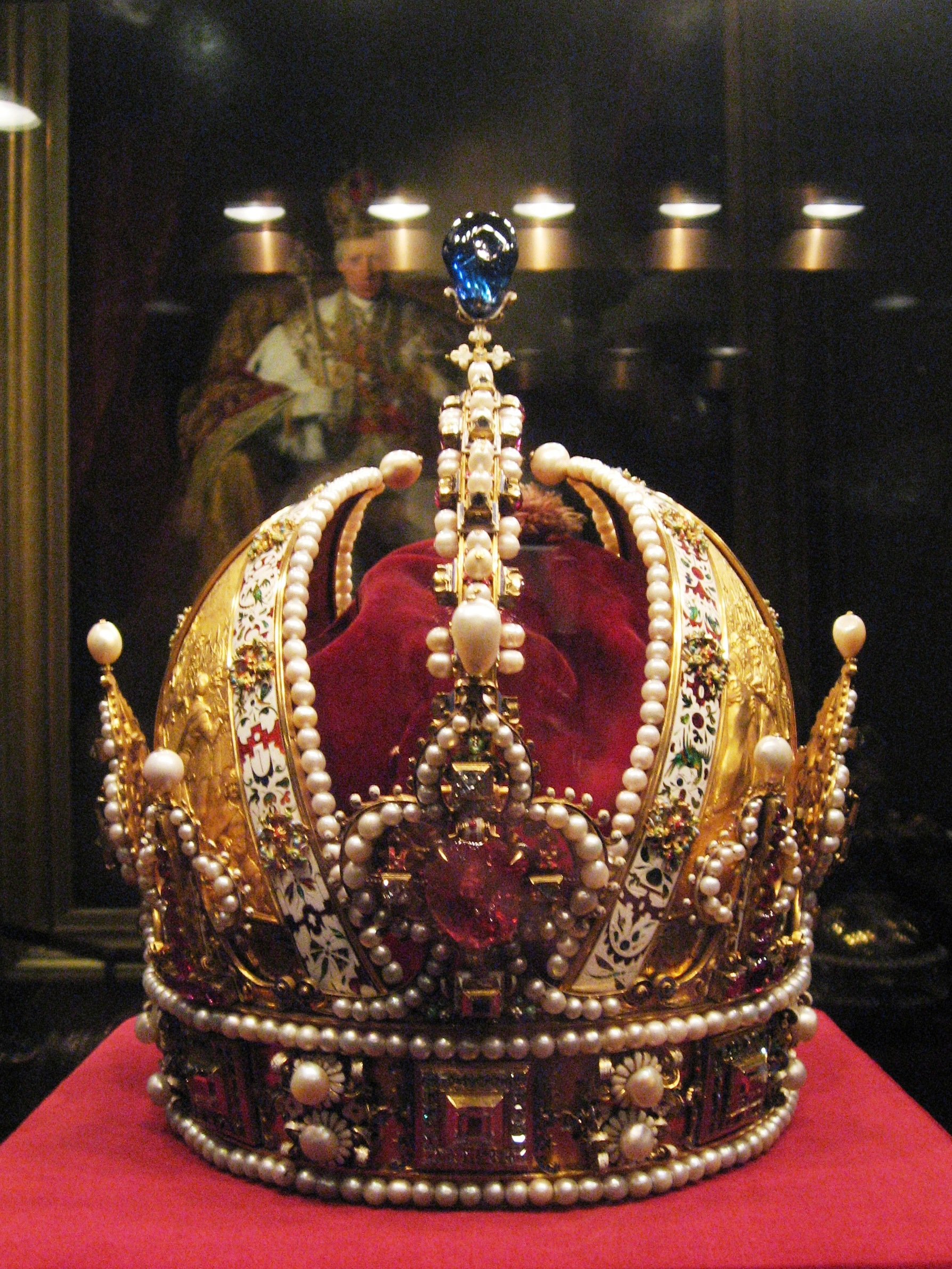
Corona imperial de Austria.
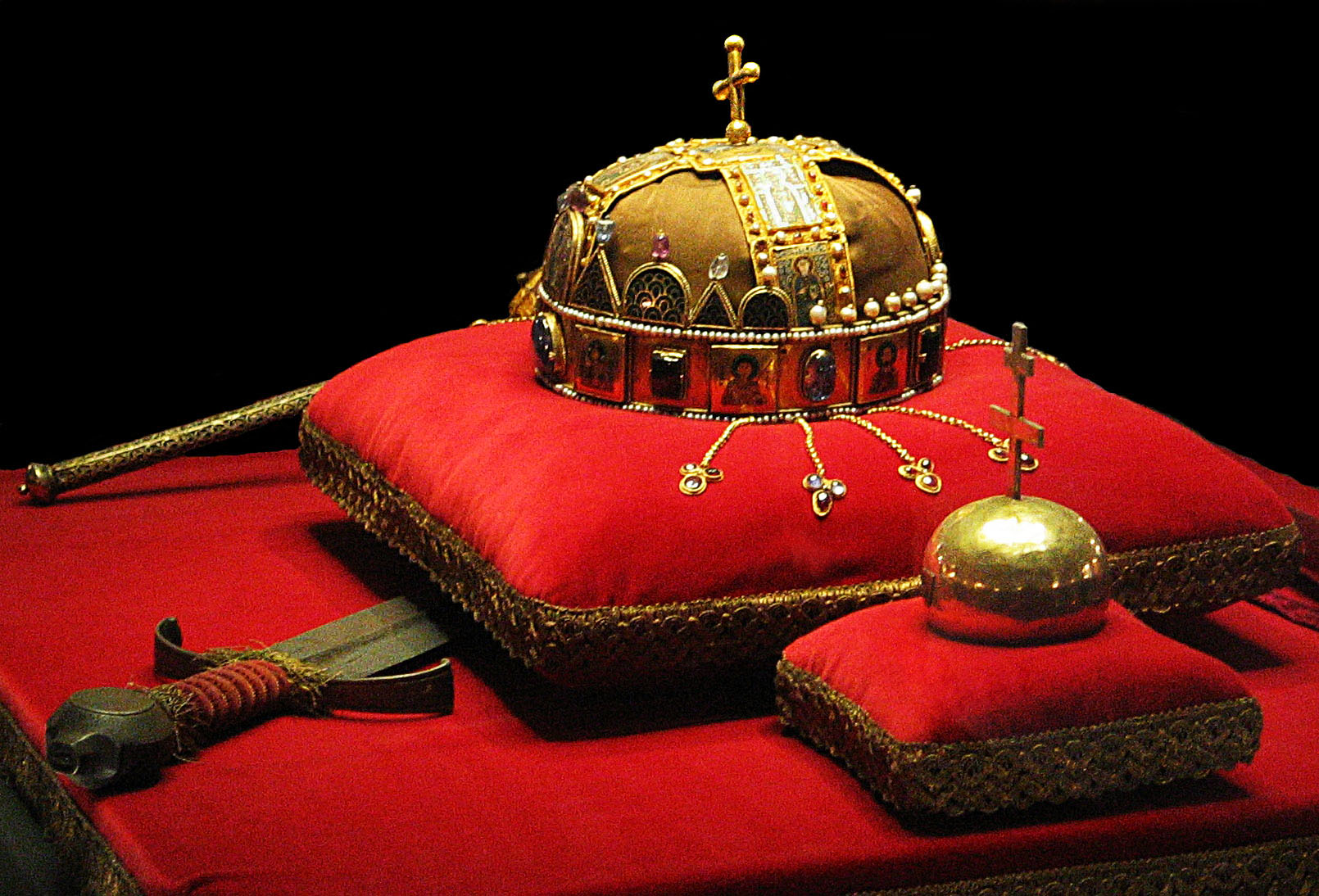
Corona Real de Hungría junto con otras iura regalia.
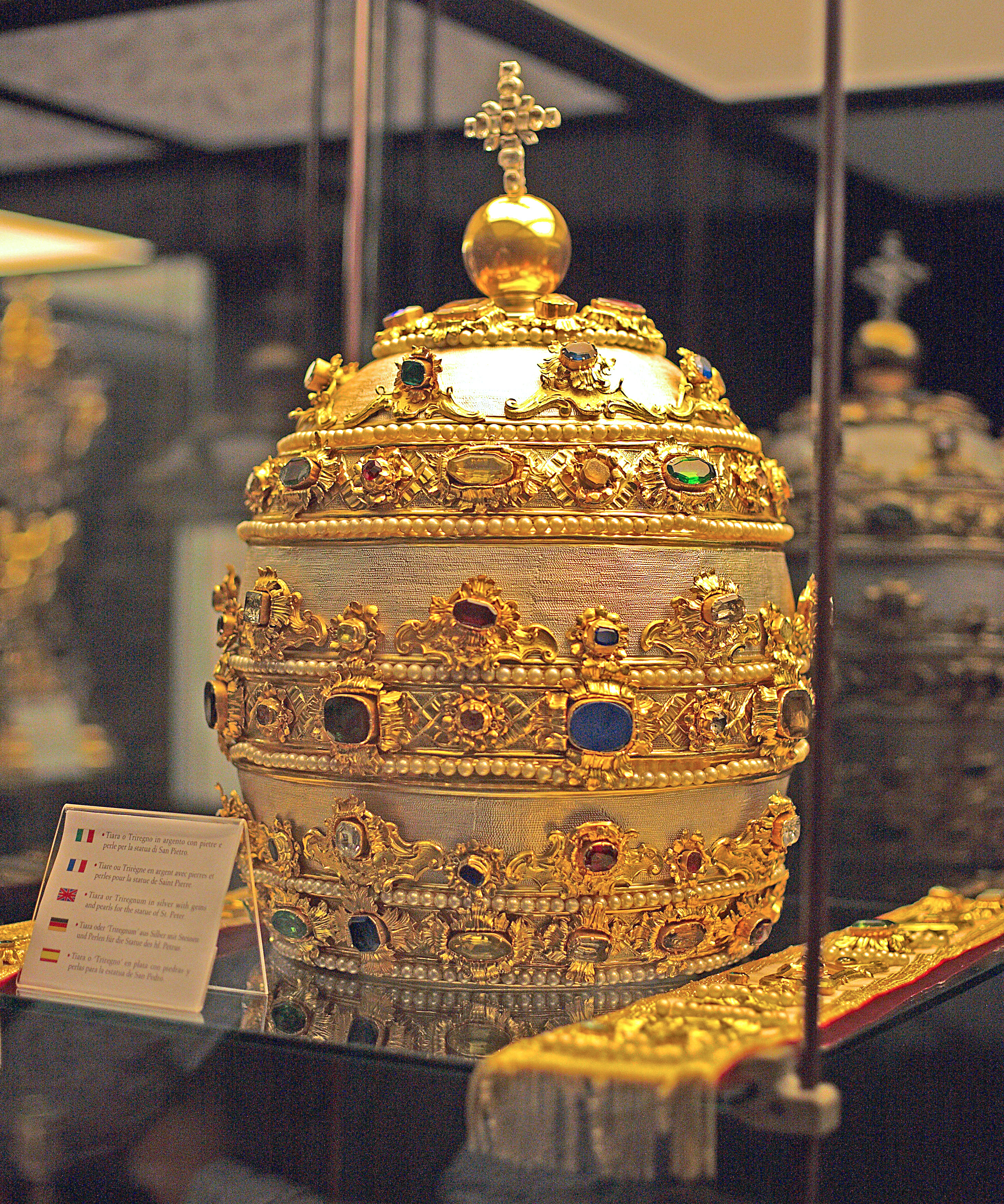
Tiara papal.
Cap of maintenance sobre el escudo de Eduardo III de Inglaterra (siglo XIV).
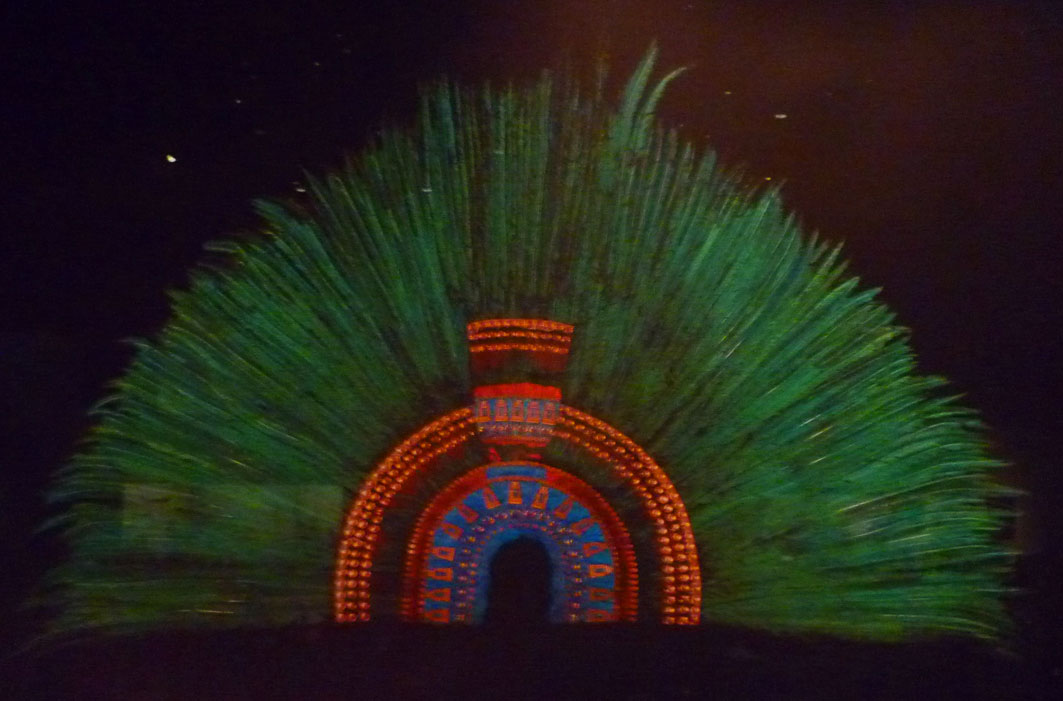
Tocado de plumas de Moctezuma II

Probablemente la corona real más antigua de las que se conservan es la Corona de Hierro o de Teodolinda (siglo VII), conservada en el museo de la Catedral de Monza, de la que se decía estaba realizada a partir de un clavo de la cruz de Cristo. Fue el principal de los elementos simbólicos de la monarquía longobarda. A pesar de su nombre, el oro era su principal metal.
Aparte de por el propio monarca, pueden utilizarse atributos especiales por algunos de los asistentes a las ceremonias, que incluso pueden llevar también corona en algunos casos. En la corte noruega, la reina consorte y el príncipe heredero son los únicos que comparten el simbolismo real. En la corte española se reservaba a los grandes de España el privilegio de sombrero, el de permanecer cubiertos delante del rey (que en realidad no llevaba corona ni en las ceremonias más solemnes).

### Otras vestimentas y joyas
- manto de armiño.
- Guantes.
- Armillae (brazaletes).
- Barmi[52] (Бармы) o barmas, una especie de cuello o gola enjoyada o collar compuesto de una base textil (seda) y medallones de material precioso,[53] usado en Moscovia.
- Anillos, que simbolizan las "bodas" del rey con el "reino". En el caso del Dogo de Venecia, las bodas de Venecia con el mar. El anillo real o imperial se suele utilizar como sello para dar fuerza legal a los documentos emitidos por el soberano, su valido o las instituciones burocráticas que lo hacen en su nombre (cancillería, Lord del Sello Privado, sello real, sello imperial, sello imperial chino).[54]

|  |  |  |

### Símbolos portables

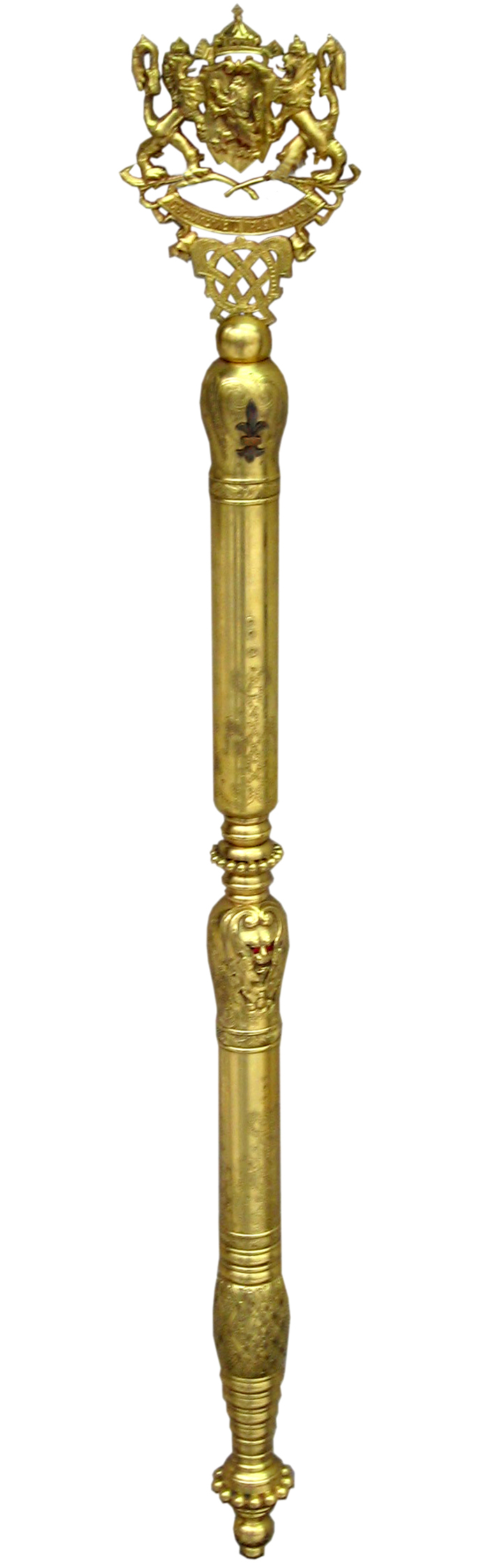
Cetro real de Boris III de Bulgaria.

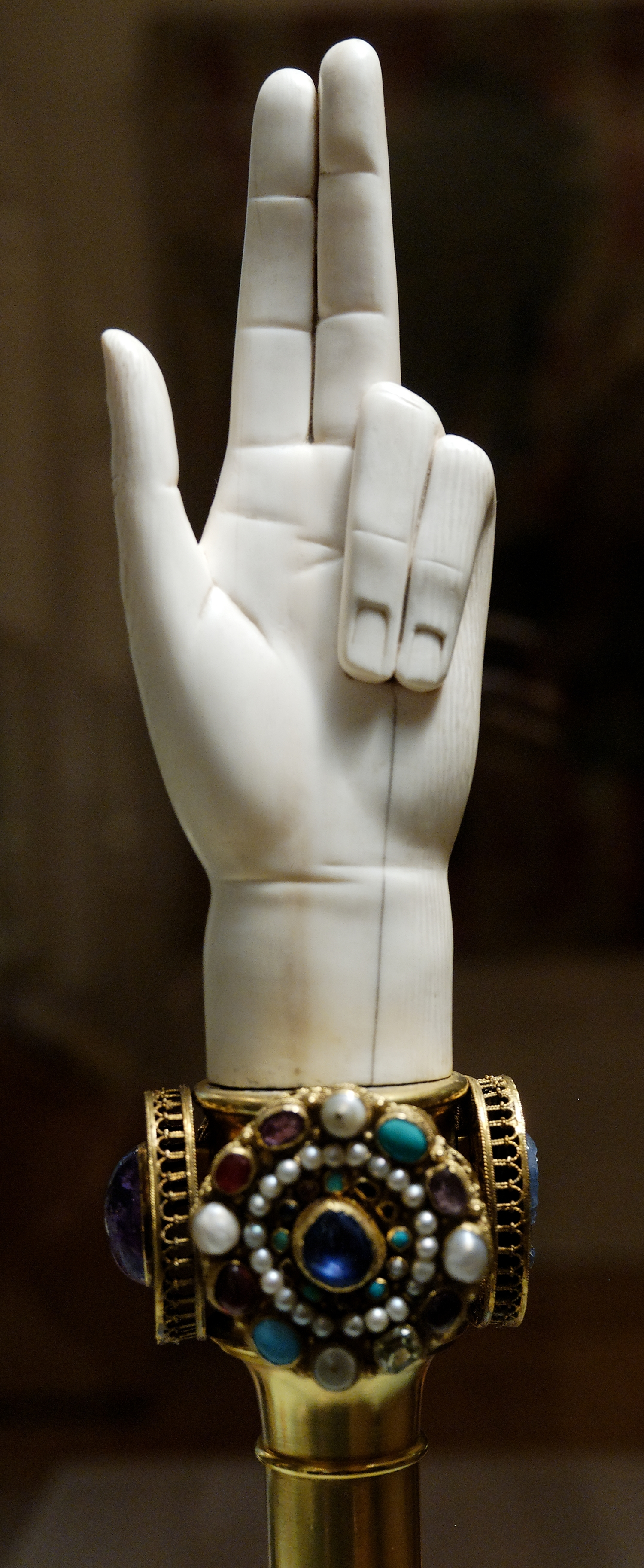
Mano de la Justicia conservada en el Louvre.

- Orbe crucífero (la esfera representa al mundo, que al estar presidido por una cruz indica la condición cristiana del poder que el rey ejerce en el plano temporal -véase también dominium mundi y Salvator mundi-).
- Cetro (en la monarquía francesa, la "Mano de la Justicia").
- Espada (algunas denominadas Espada del Estado[56] o Espada de la Justicia;[57] en la monarquía inglesa, que dispone de varias entre sus iura regalia, también las hay denominadas Espada de la Merced o Espada de Eduardo el Confesor).

- Espuelas.

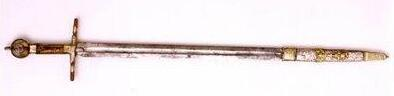
Espada de San Fernando, conservada en la Catedral de Sevilla.

- Otras armas, como dagas (en las tradiciones árabes e indostánicas), lanzas o kris (en la tradición malaya).
- Heka y nekhaka[58] en el Antiguo Egipto (véase el comentario al pie de la imagen).
- Matamoscas, que en Japón se considera portador del poder de Amaterasu.
- Sellos chinos,[59] como el sello imperial chino,[60] una histórica pieza de jade, que representaba la autoridad imperial bajo el mandato del cielo y que tras ser utilizado por las primeras dinastías, se perdió. No pudo ser usado en los periodos Ming y Qing, lo que se compensó con la utilización de un gran número de sellos (hasta 25 sólo para su uso en la Ciudad Prohibida).

Algunas de estas iura regalia implican atributos o virtudes que se espera de su portador, como ocurre con las de Japón (Jp: 三種の神器; "Sanshu no Jingi", o "Tres Sagrados Tesoros"):
- La espada, Kusanagi (草薙剣, posiblemente una réplica de la original; custodiada en el santuario de Atsuta, Nagoya) representa el valor.
- La joya o collar de joyas, Yasakani no magatama (八尺瓊曲玉, en el Kokyo de Tokio), representa la benevolencia.
- El espejo, Yata no kagami (八咫鏡, en el santuario de Ise, Mie), representa la sabiduría.

Desde el año 690, la presentación de estos objetos al emperador por los sacerdotes sintoístas es una parte central de la ceremonia de entronización. Como la ceremonia se lleva a cabo sin presencia de público, nadie más que los sucesivos sacerdotes y emperadores han contemplado estos tesoros, y no se han publicado fotografías ni dibujos de ellos.

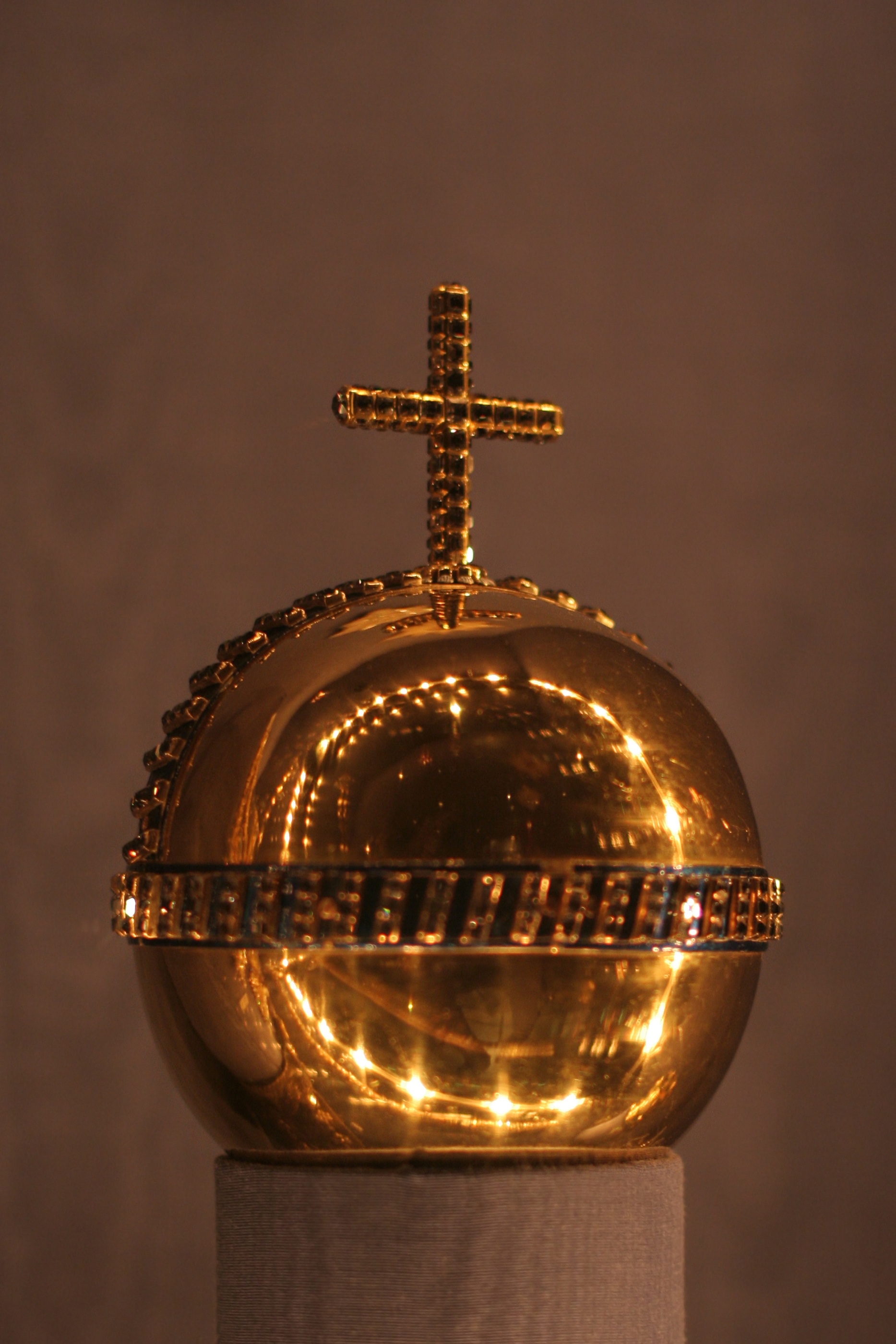
Orbe crucífero, parte de las joyas de la Corona danesa.
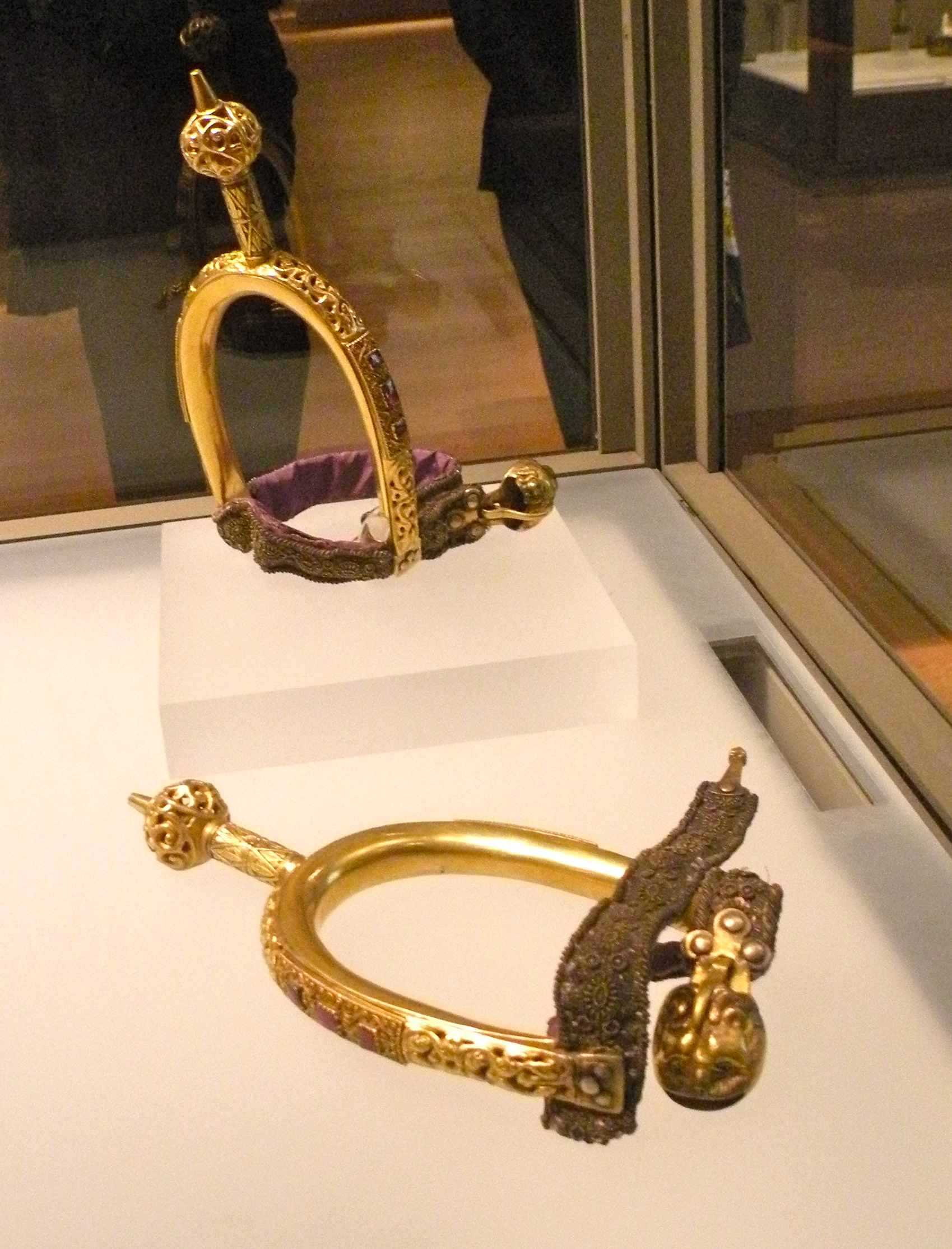
Espuelas, parte las iura regalia del rey de Francia.
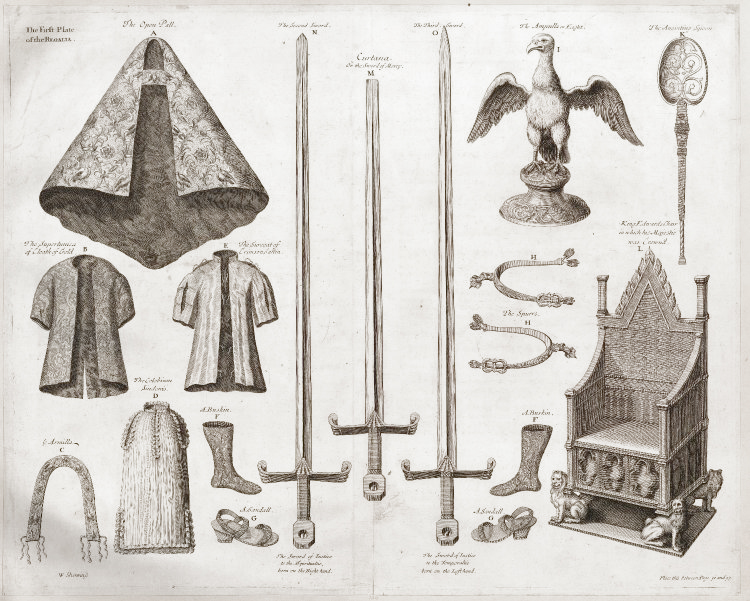
Iura regalia utilizadas en la coronación de Jacobo II de Inglaterra (1685).

### Parafernalia de la coronación
Algunos objetos que se presentan en las coronaciones o ceremonias de entronización, o en los funerales regios, con o sin simbolismo, se asocian a distintos oficios de Corte que tienen el privilegio de portarlos, como la ampolla y cucharas para el óleo de la unción, o cuerno de unción, como el que se usa en las monarquías sueca y noruega, la Biblia usada para el juramento u otros objetos (una caja con un pájaro en las ceremonias celtas o la piedra de la coronación (Piedra de Scone, Lia Fáil, Piedra de Mora).

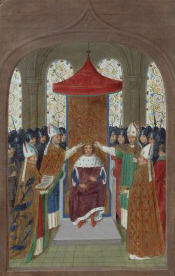
Enrique IV de Inglaterra entronizado durante su ceremonia de coronación (1399).

### Tronos y otros atributos

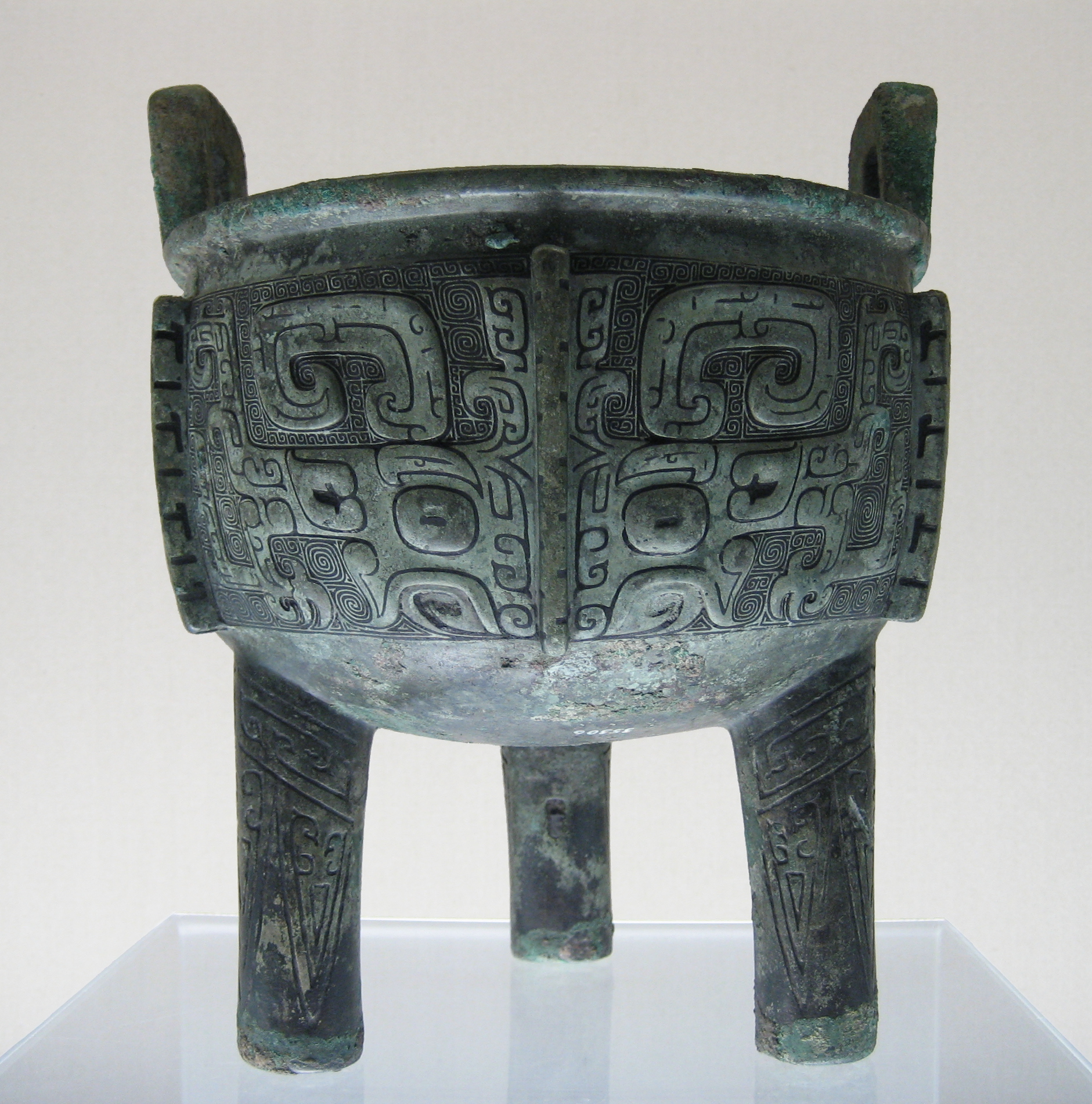
Uno de los calderos rituales de la dinastía Shang.

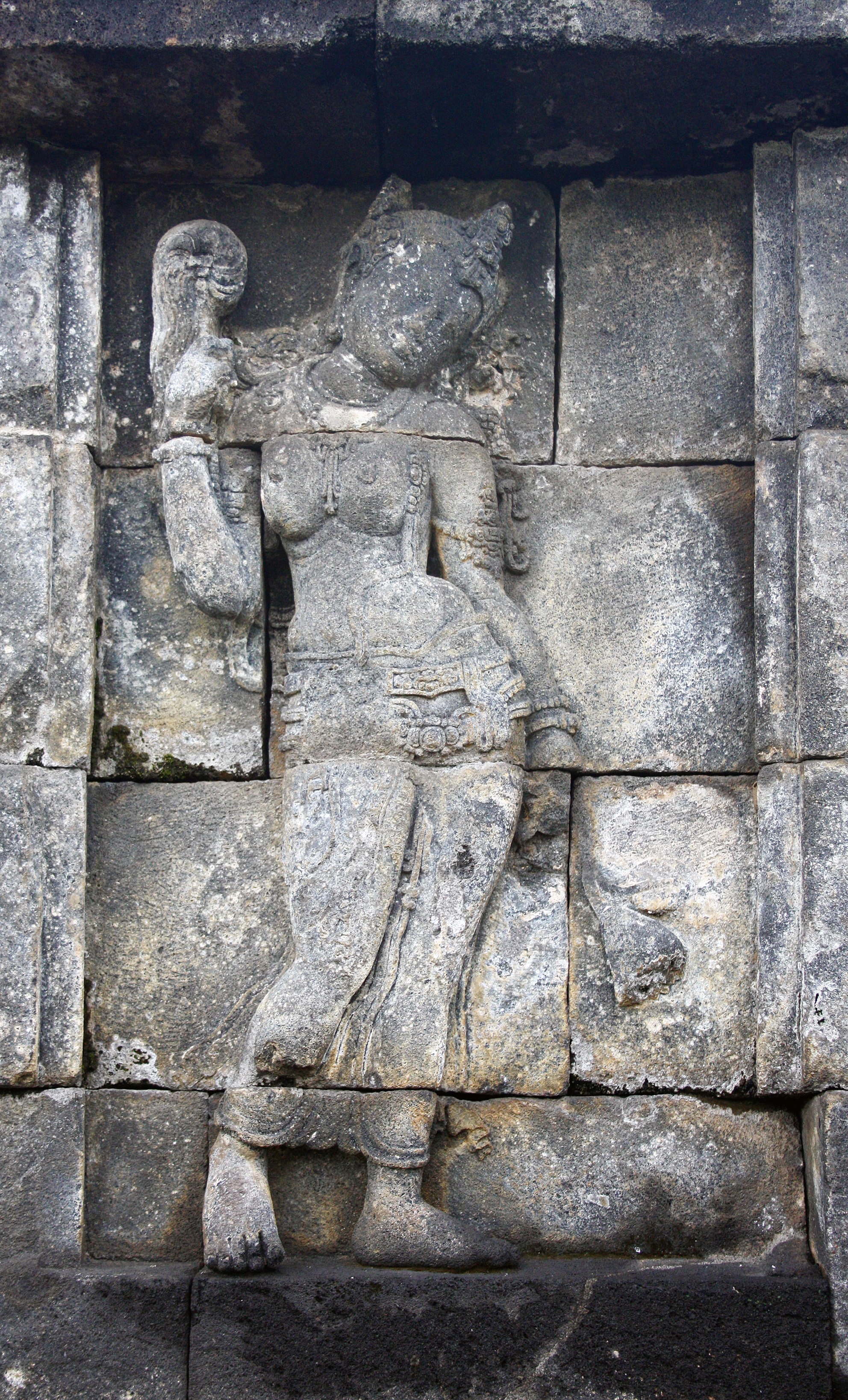
Las figuras regias utilizan el chamara (matamoscas) como iura regalia en la iconografía hindú-budista. Bajorrelieve de Borobudur.

Sombrilla real china del Templo del Bosque y las Nubes (inmigración china en California,).

Como elementos exclusivos para usar por el gobernante destacan los asientos (el trono y otros elementos propios de un salón del trono, la silla curul de las magistraturas romanas, la cátedra de San Pedro para el Papa) y otros elementos con evidente significado político, como banderas, pendones o fasces o mazas ceremoniales (portadas por abanderados o maceros); pero también se usan elementos de todo tipo: como resguardo, sombrillas, baldaquinos o palios (la prerrogativa de la monarquía española de entrar "bajo palio" en los recintos sagrados fue utilizada por Francisco Franco para legitimarse en el poder y mostrar su especial vinculación con la Iglesia); incluso abanicos o matamoscas (en monarquías asiáticas y africanas).
En la dinastía Shang china, los calderos rituales adquirieron condición simbólica del poder y autoridad de los emperadores (nueve calderos de trípode).
En ocasiones particulares, puede ser normativo que se use alguna música particular, como las fanfarrias o los himnos (himno real, honors music); o la utilización de instrumentos especiales (trompetas de plata, el tambor nakkara en Mewar, India, la orquesta Nobat en la coronación malaya). El gagaku es la música ceremonial de la corte imperial japonesa y de algunos templos budistas. Sin carácter exclusivo, ciertas composiciones británicas están muy vinculadas a las ceremonias regias (God save the king, Coronation Anthems -1727, Georg Friedrich Händel-, Pompa y circunstancia -Edward Elgar-).

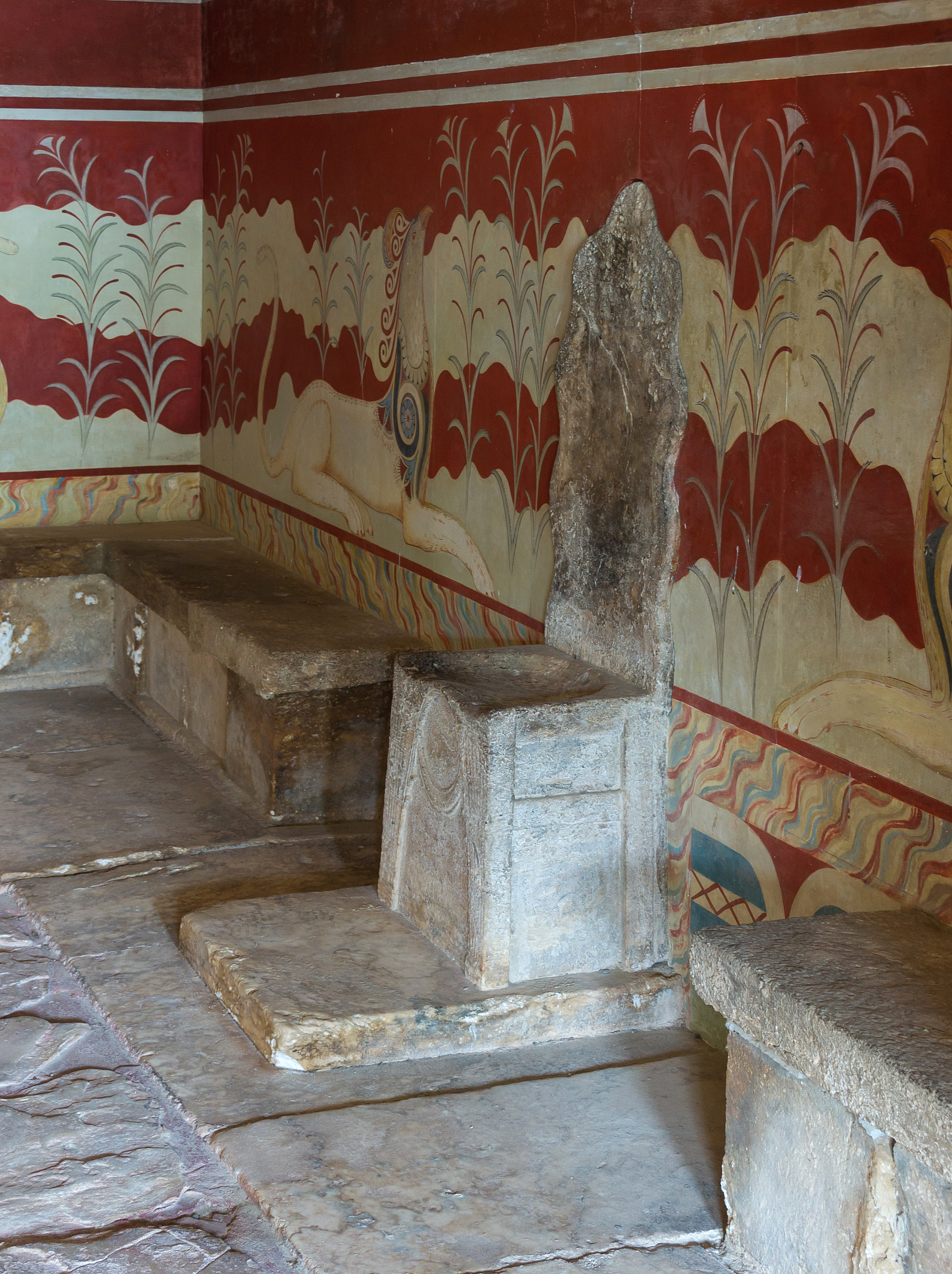
El llamado "trono de Minos" en el palacio de Knossos (II milenio a. C.)
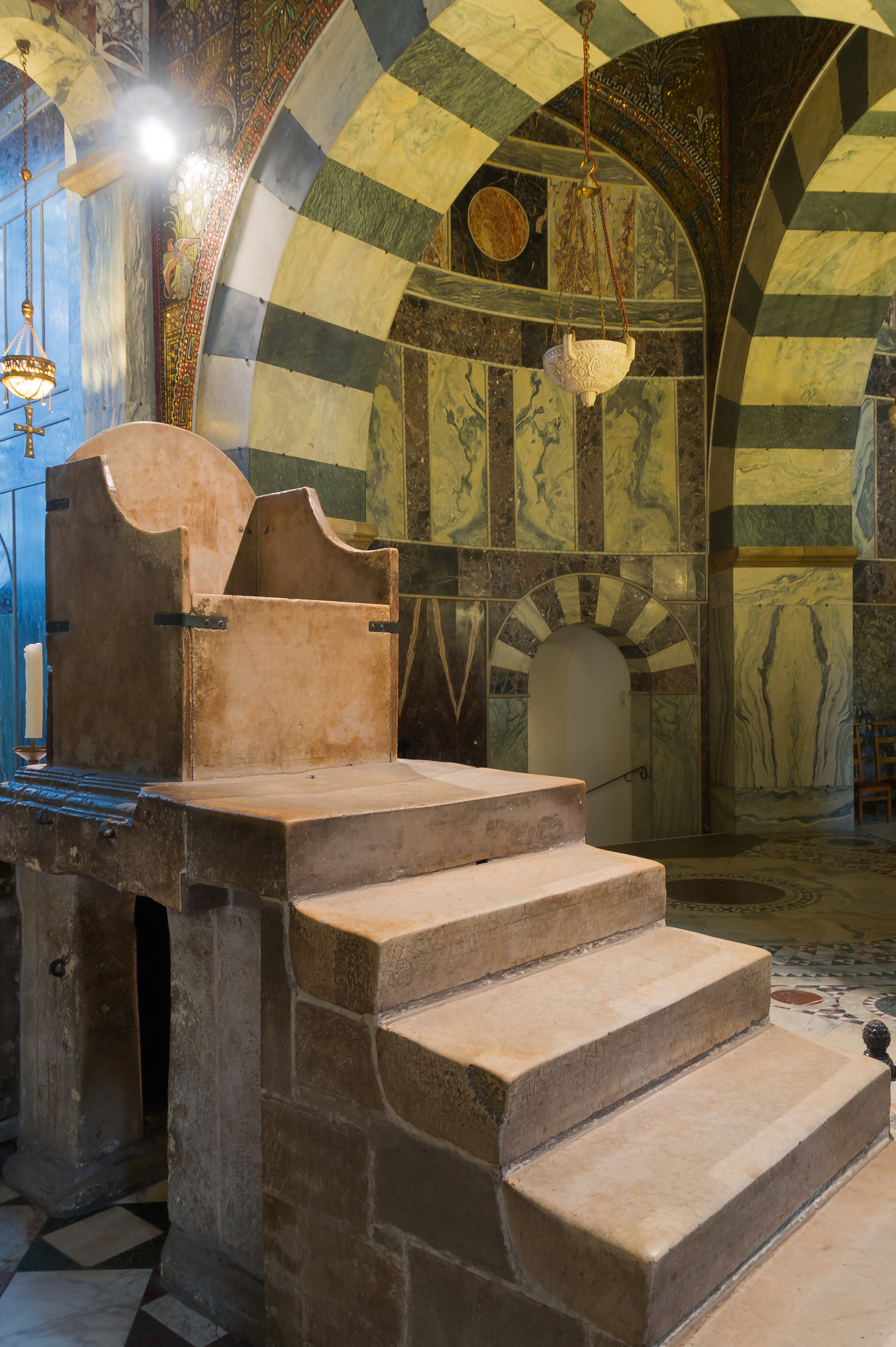
Trono de Carlomagno en la capilla palatina de Aquisgrán (ca. 800)
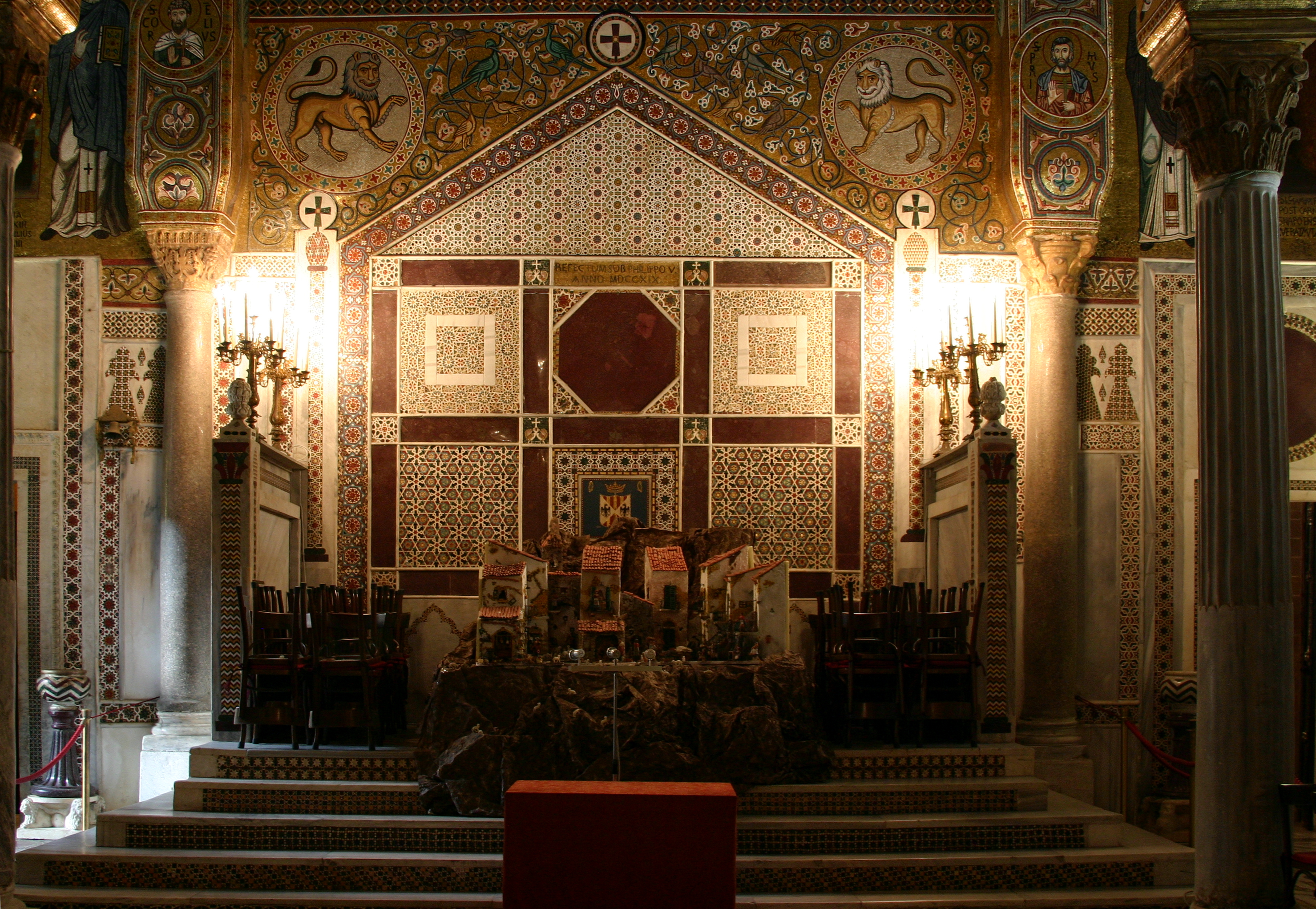
Trono real en la capilla palatina de Palermo (siglo XII).
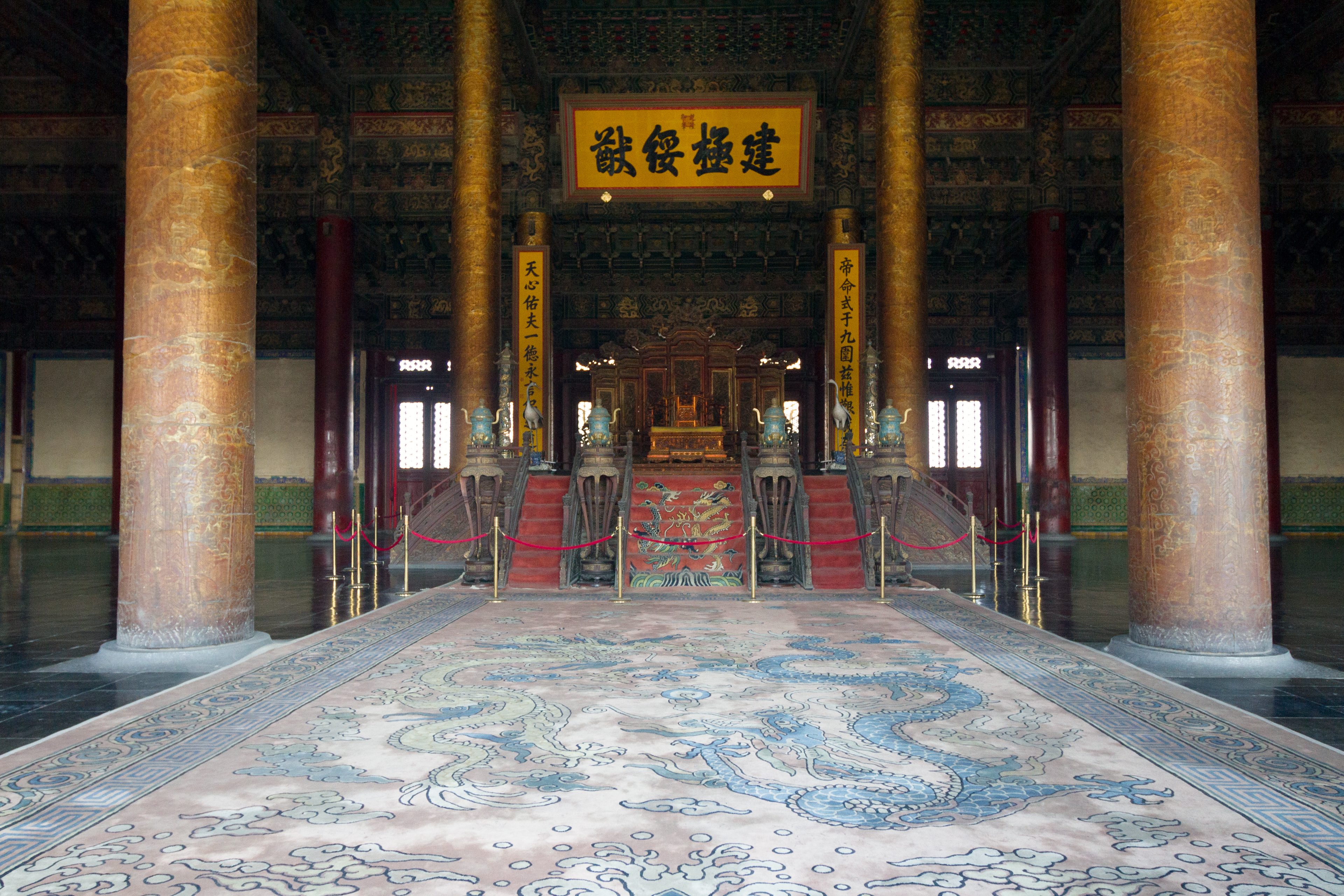
Trono del emperador de China en el pabellón de la Suprema Armonía de la Ciudad Prohibida de Pekín (siglo XV, reconstruido en varias ocasiones).
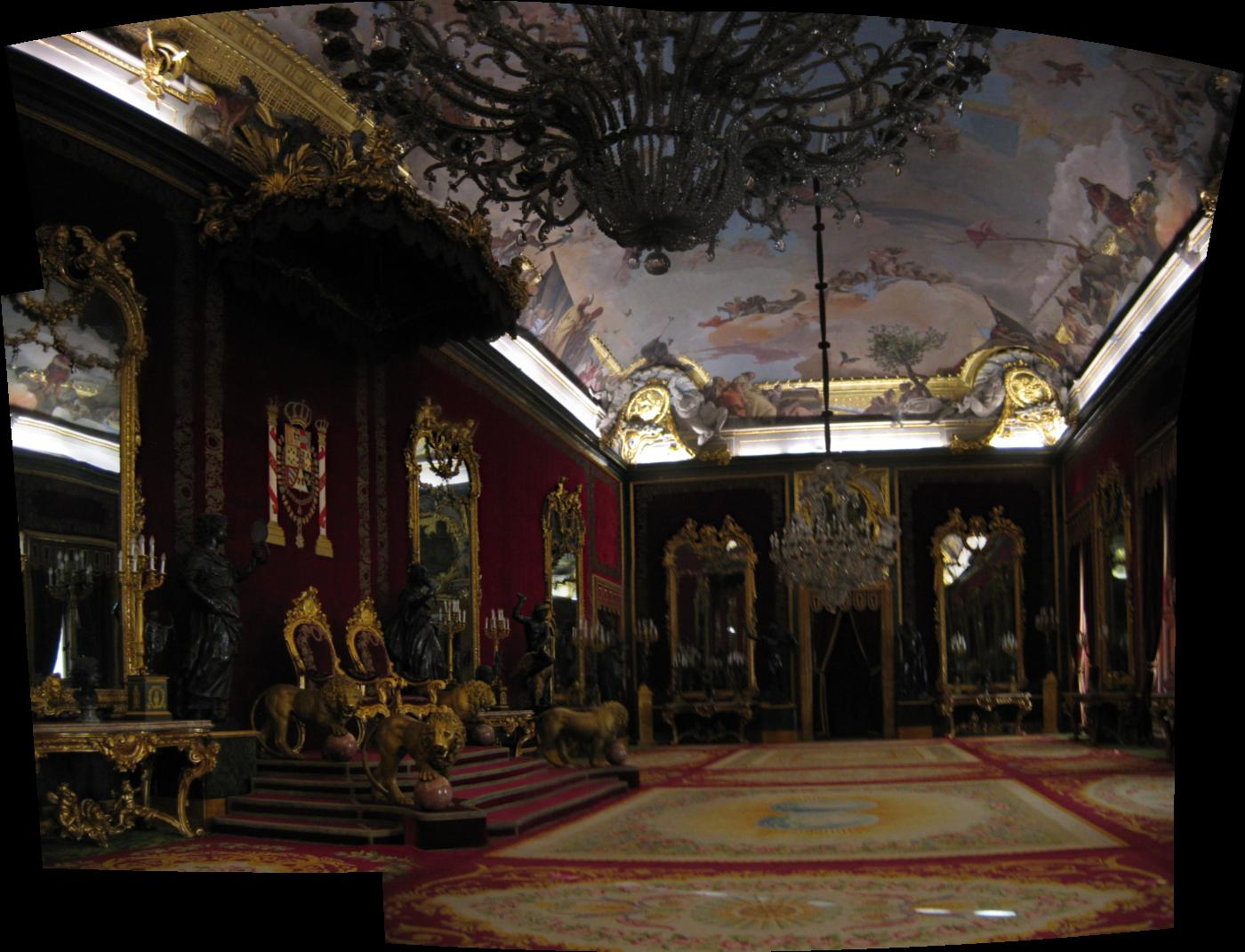
Salón del Trono del Palacio Real de Madrid (siglo XVIII).
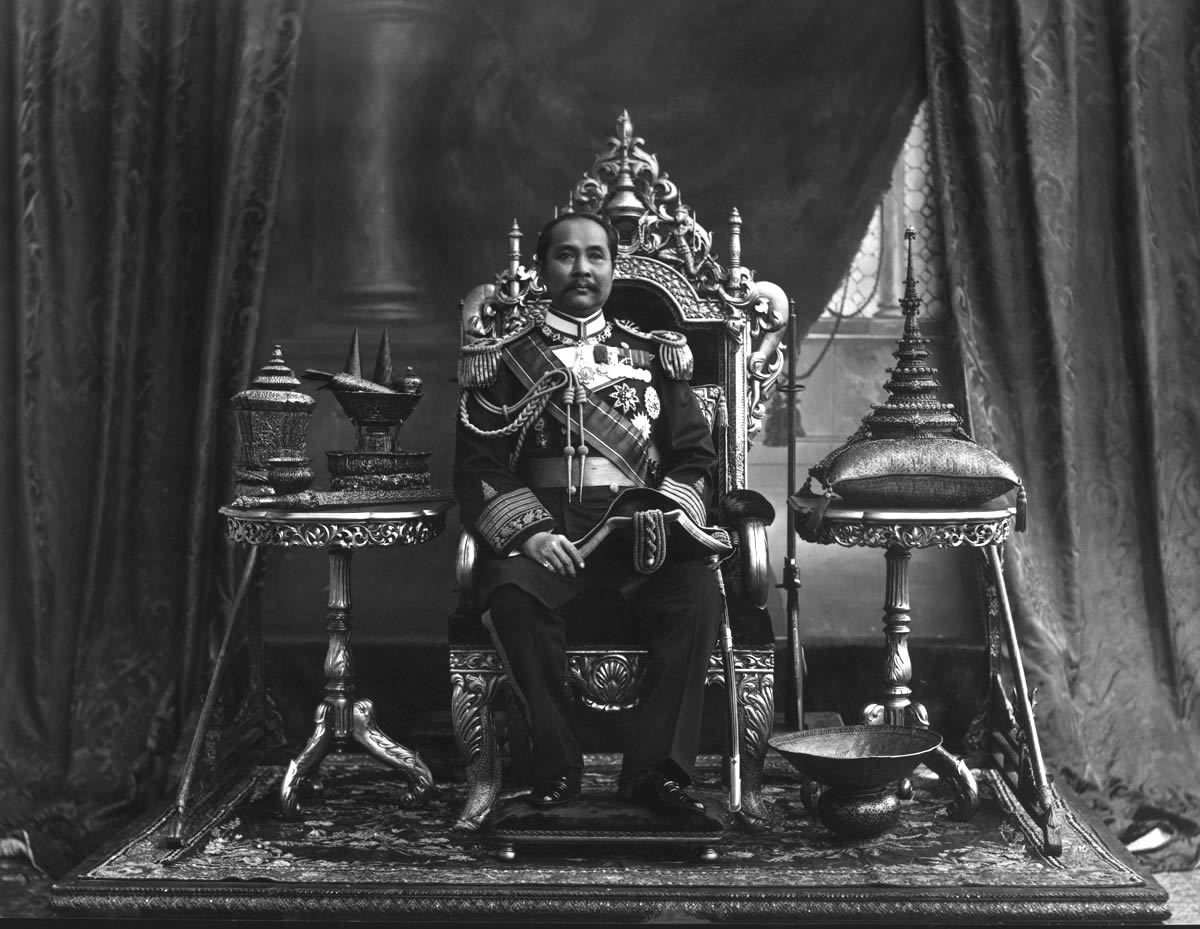
El rey Chulalongkorn de Tailandia en su trono.
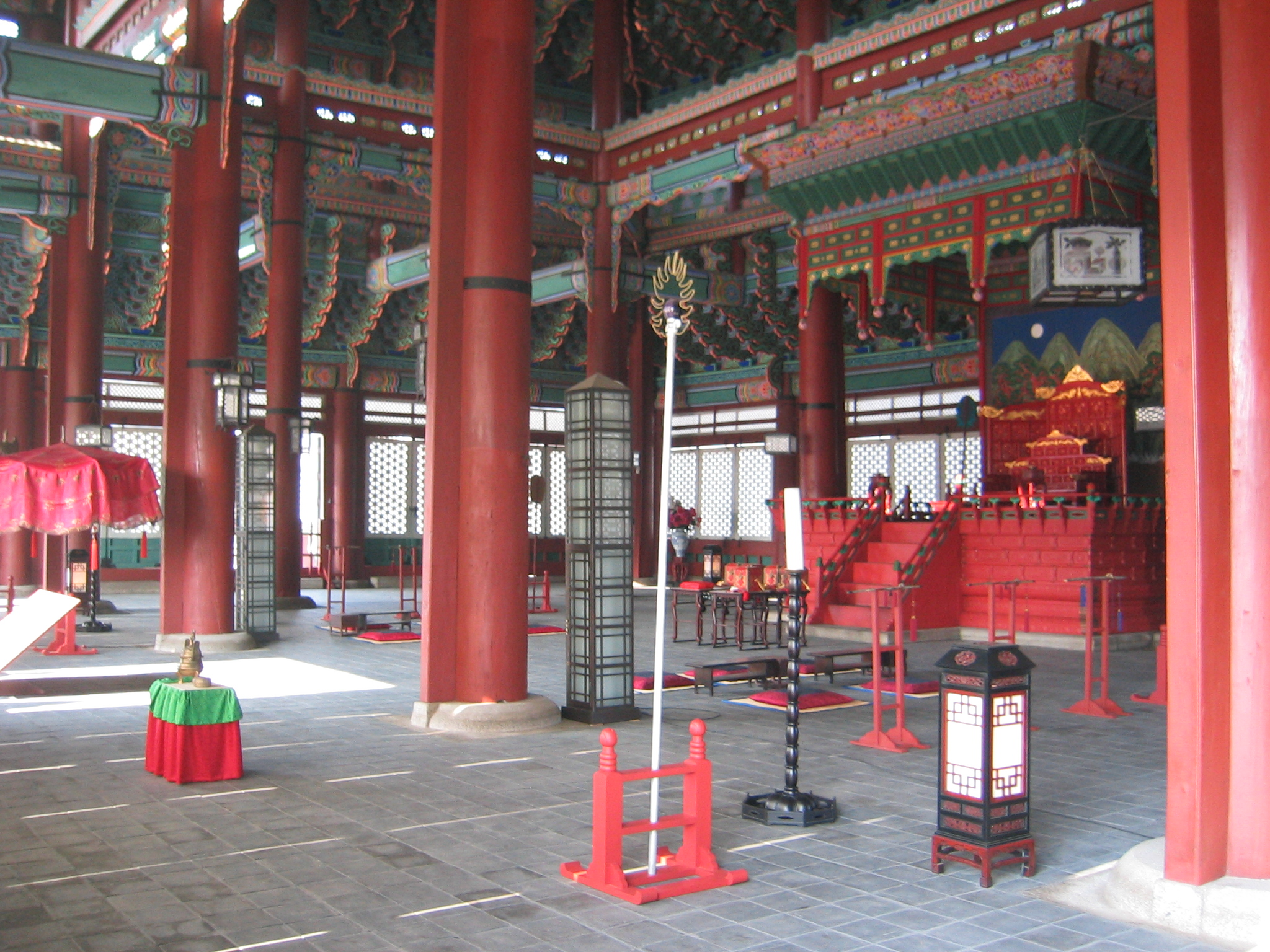
Ámbito del trono real de Corea (Trono del Fénix,[67] Inworobongdo).
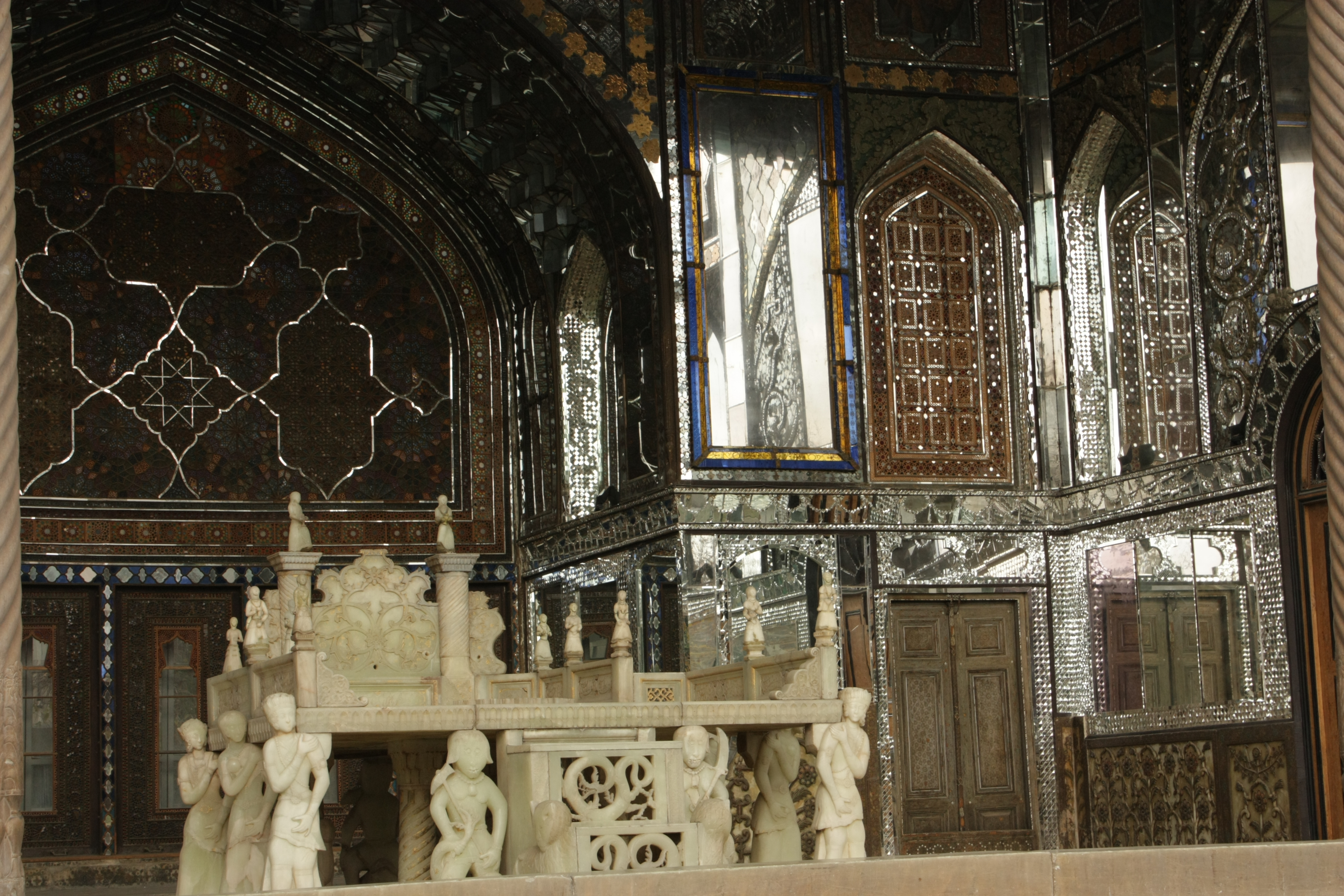
Trono de mármol en el Palacio de Golestán (Irán).

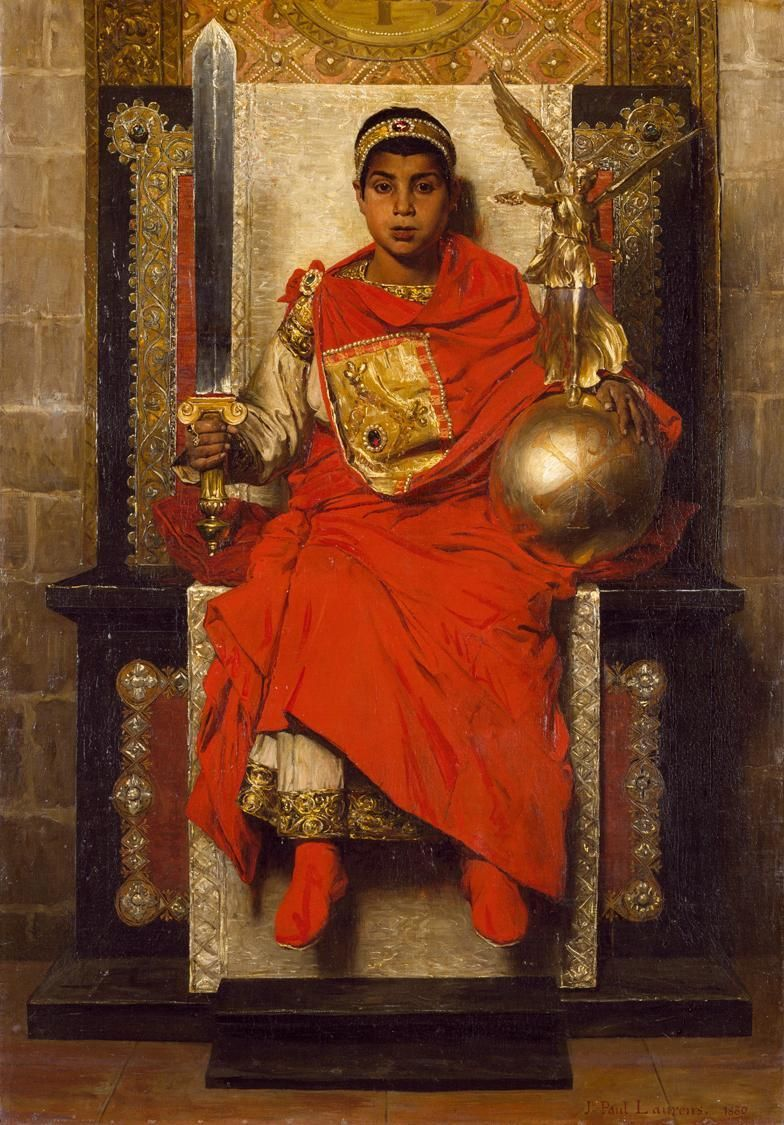
Honorio, emperador romano del.

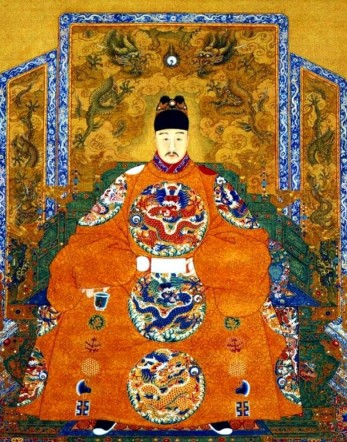
Longqing, emperador chino del (dinastía Ming).

### Colores reservados
En el imperio romano, el púrpura (tinte de alto precio) estaba reservada a la corte imperial y los senadores, que llevaban tiras de púrpura en sus togas blancas. El término purpuratus designaba esta distinción.
En el imperio chino, el color amarillo era el reservado para el emperador, con múltiples significados: oro, riqueza, poder y el centro en la cosmología china (los cinco elementos o wu xing(五行)), lo que le hacía perfecto para referirse al emperador, centro del universo. Estaba prohibido tanto a nobles como a campesinos vestir ropas totalmente amarillas, aunque se permitía usar el color en parte.

## Regalia académicas

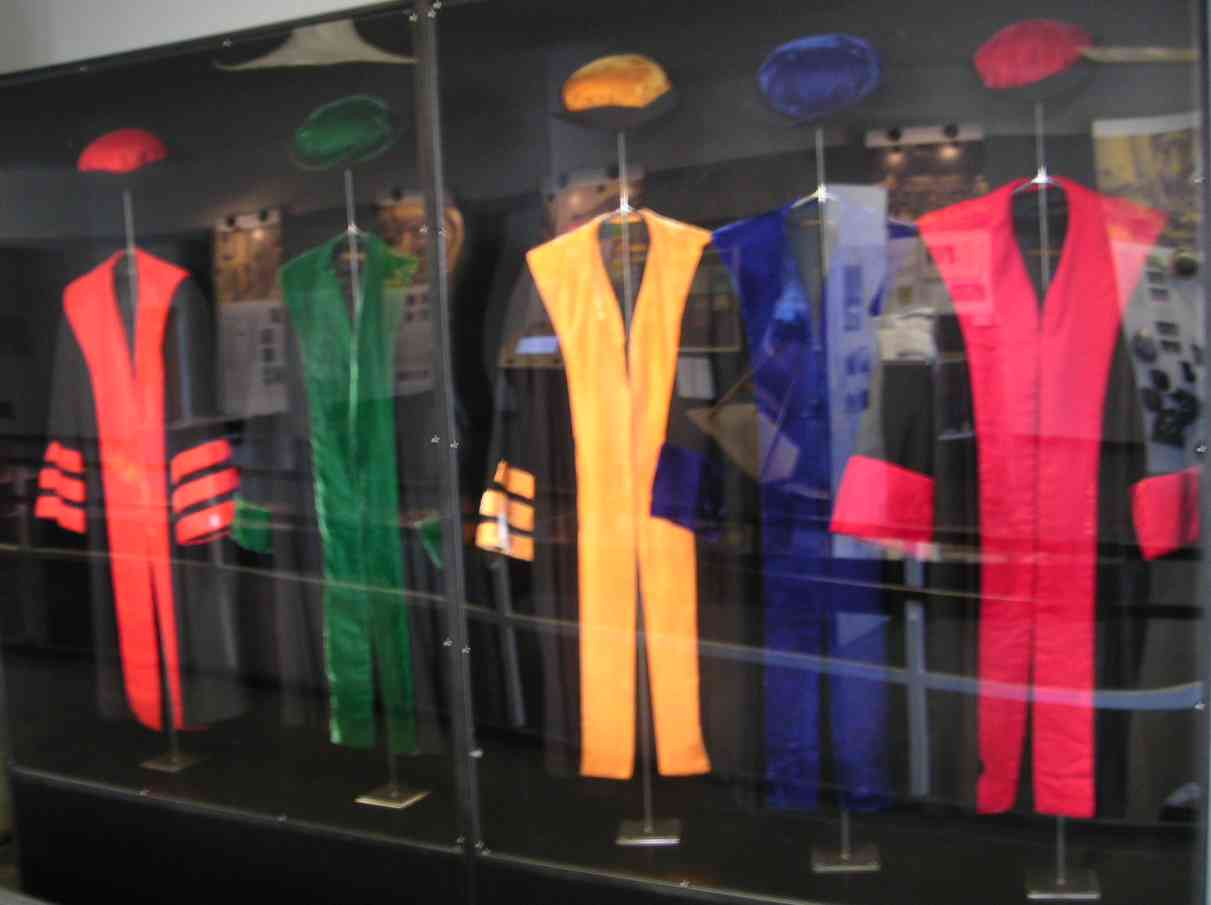
Vestiduras académicas de la Universidad Libre de Berlín.

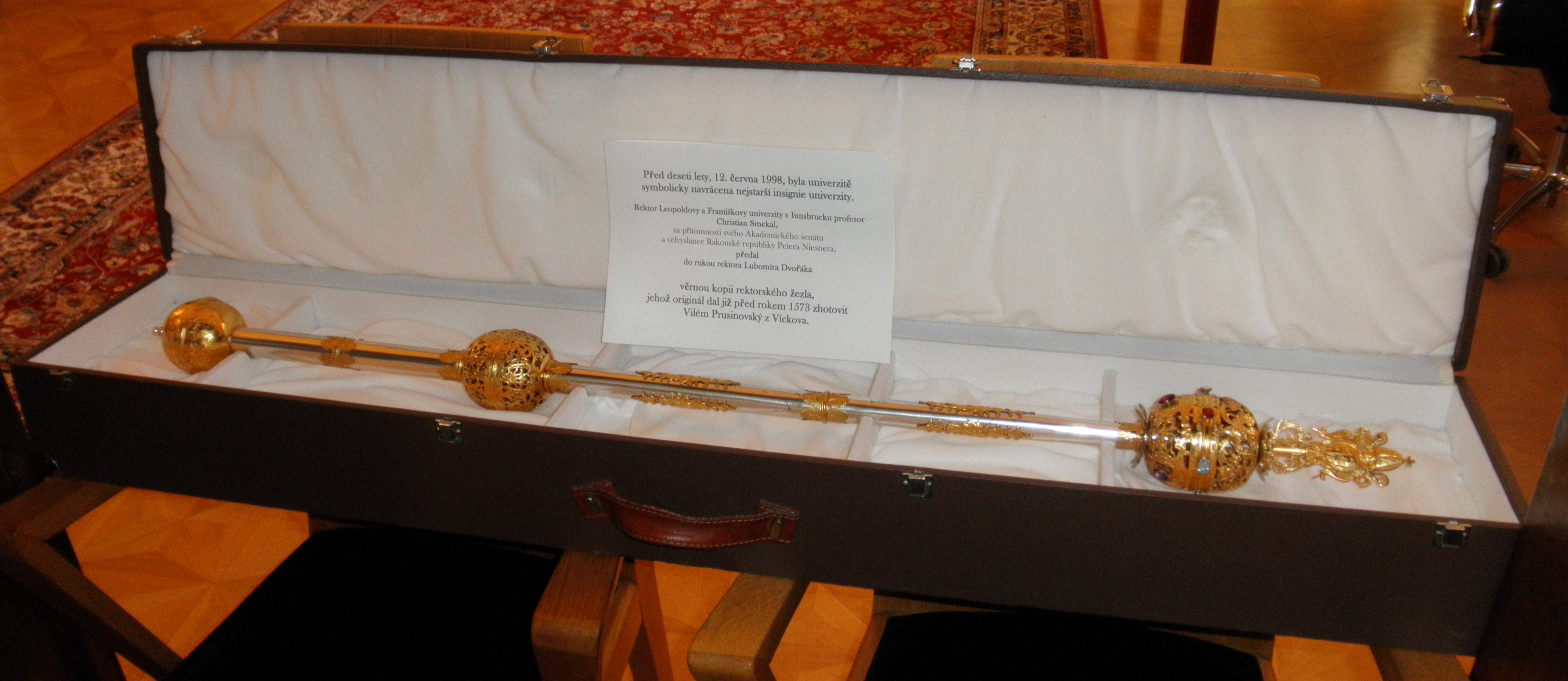
Maza del rector de la Universidad de Olomouc.

Las regalia académicas suelen ser vestimentas tradicionales (vestimenta académica o traje académico: toga, birrete y otros elementos, de diferente color según la Facultad).

Art. 557. En los actos solemnes y particulares de los establecimientos públicos de enseñanza, los Consejeros de Instrucción publica, Rectores y demás dependientes del ramo, usarán un traje especial que se denominará académico.
Art. 559. La toga que se llamará profesional, será igual en
todo a la que usan los abogados, con manga larga, abierta, doblada
y prendida al brazo por un botón. El birrete sera también
igual, de seis lados y seis ángulos iguales. Debajo de la toga se
llevará traje negro, pero en los actos solemnes se usarán corbata y guantes blancos.
Art. 563. 1° Los doctores usarán sobre la toga una muceta de raso, color de la Facultad, forrado
de seda negra con cogulla grande. La borla del birrete será de
seda, de un palmo de largo y del propio color de la muceta. 2º
Los licenciados llevarán la muceta igual a la de los doctores,
pero sin borla en el birrete. 3º Los bachilleres que sean catedráticos llevarán una borla de seda floja, de una pulgada de larga, del color de su facultad. 4º Los regentes de segunda clase que no sean bachilleres llevarán en el birrete botón plano azul. 5º Los profesores que no tengan grado alguno académico usarán en el birrete botón plano negro.
Art. 564. Los colores con que han de distinguirse las facultades serán: blanco la de teología; grana la de jurisprudencia; amarillo de oro la de medicina; violado la de farmacia, y azul celeste la de filosofía.
...
Art. 567. Los Decanos de las Facultades usarán vuelillos de
encaje blanco sobre fondo negro, ajustados a la muñeca por botones
de plata, y medalla de oro de igual tamaño a la de los Rectores
de las Universidades, pendiente de un cordón de la Facultad
respectiva.
Art. 569. Los catedráticos usarán puño blanco ajustado a la
muñeca por botones de plata, con un vivo del color de la Facultad.
La medalla igual a la de los decanos, pendiente de un cordón
del color correspondiente. Los que no sean de Facultad la
medalla será de plata.
Art. 570. Las veneras o medallas tendrán en su anverso las
Armas Reales con la leyenda Elisabeth II publicoe institutione y
en el reverso un sol radiante circundado de una leyenda que
diga: Perfundet omnia luce.
Art. 571. No se designa traje académico a los alumnos pero
asistirán a clase con levita de color oscuro, pantalón y corbata
negra y sombrero redondo, o en su lugar gorra de paño oscuro y
con visera. Prohíbense las chaquetas, sombreros gachos, botines
de cuero y toda prenda reñida con el decoro que debe reinar en
las aulas.
Art. 574. En el traje, insignias y medallas se sugetarán a los
modelos que se circulen. Los Jefes de los Establecimientos no
permitirán, bajo su responsabilidad, alteración ni modificación
alguna en los trajes é insignias señalados a las respectivas
clases.
Plan de Estudios decretado por S. M. [Isabel II de España] en 28 Agosto de 1850 y Reglamento para su ejecución, aprobado por R. O. de 10 de Septiembre de 1851 - Sección décima - Del traje académico y de los tratamientos - Título primero - Del traje e insignias académicas.

La gran evolución de los estudios universitarios con el incremento de nuevas titulaciones, la creación de nuevas facultades y de las universidades politécnicas obligaron a la elección de nuevos colores distintivos que fueron apareciendo en los Decretos del 7 de julio de 1944 y en las Órdenes de 30 de noviembre de 1967, a los que habría que añadir otras normativas posteriores, algunas muy específicas o emanadas de disposiciones adoptadas por los mismos centros docentes.

En la actualidad la clasificación cromática más generalizada sería:
- Derecho, rojo.
- Filosofía y Letras: Filosofía, Geografía e Historia, Filología y Ciencias de la Educación, azul celeste.
- Ciencias: Física, Geología, Matemáticas, Química, Biología e Informática, azul turquí.
- Medicina, amarillo oro.
- Farmacia, morado.
- Veterinaria, verde.
- Ciencias Políticas, Sociología, Económicas y Empresariales, anaranjado.
- Psicología, violeta.
- Bellas Artes, blanco.
- Ciencias de la Información, gris azulado.
- Odontología, fucsia.
- Ciencias de la Actividad Física y el Deporte, verde claro.
- Escuelas Técnicas Superiores de Arquitectura e Ingeniería, marrón.

- Escuela Universitaria de Enfermería, gris medio.

## Parodias
La utilización paródica de los atributos reales se da en el carnaval (rey Momo) y otros contextos de subversión del orden, como la coronación de Quasimodo por el hampa de París en la novela de Victor Hugo.

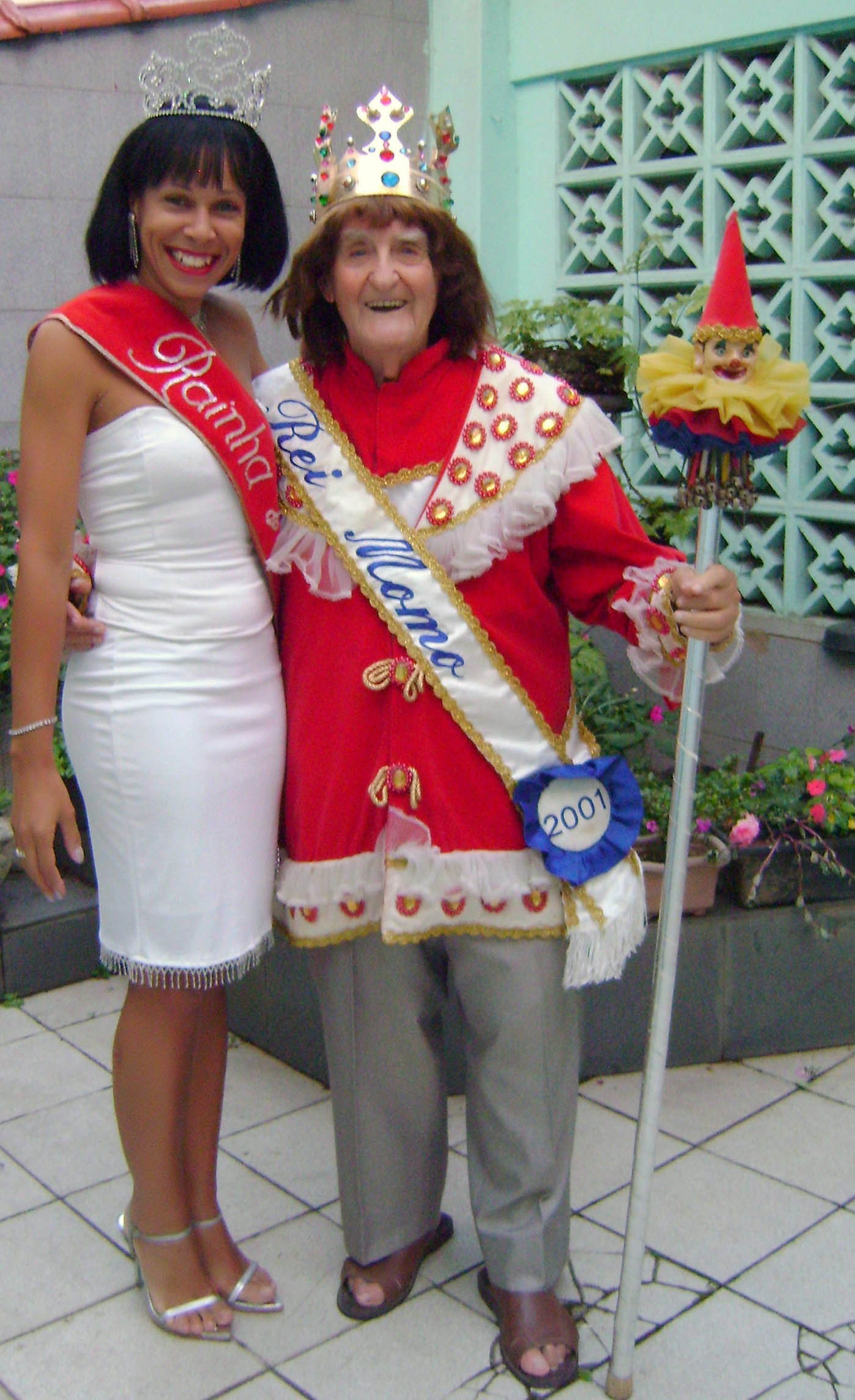
Rey momo y reina del carnaval.
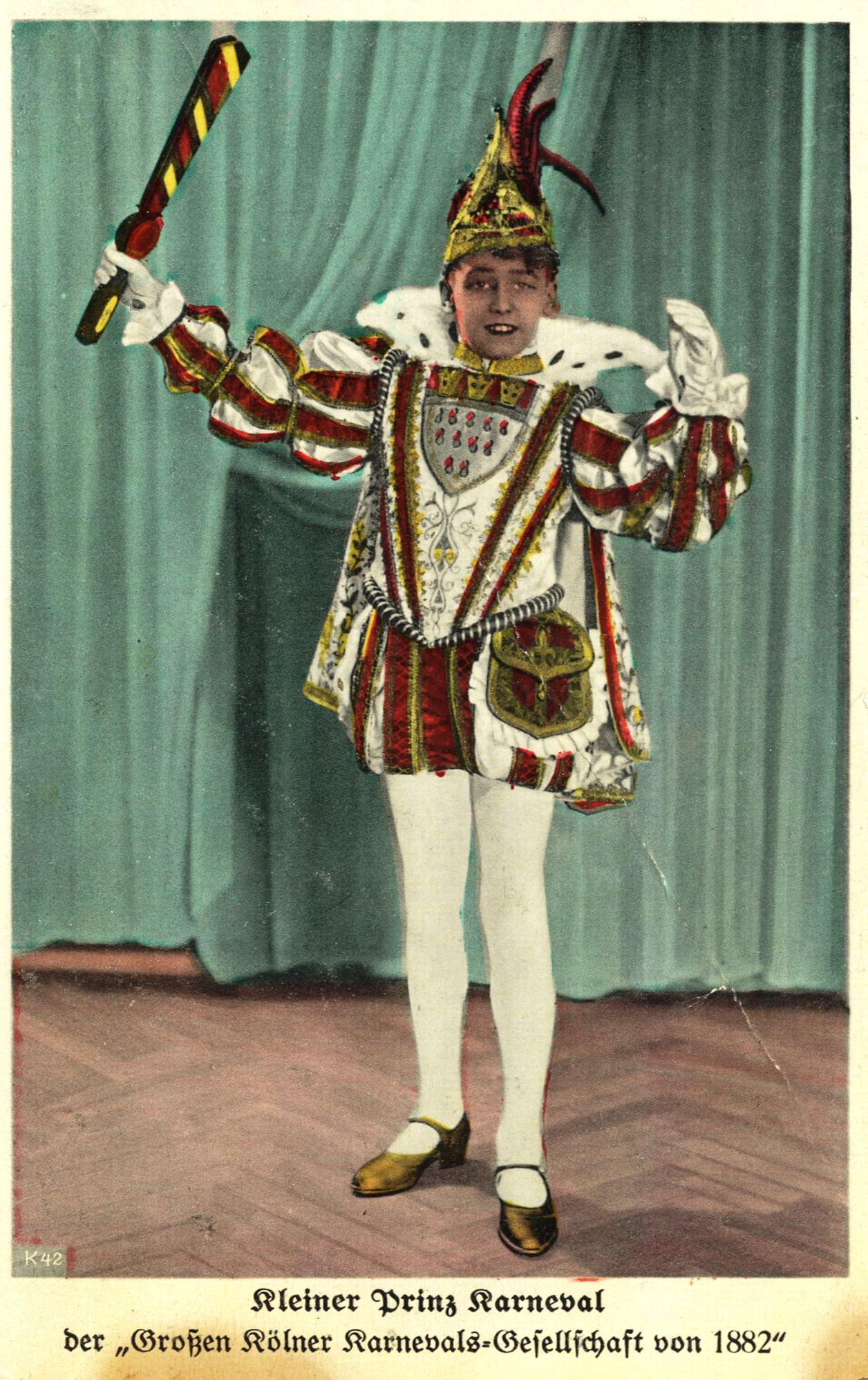
Kleiner Prinz Karneval, 1882.